# Architetture religiose di Roma

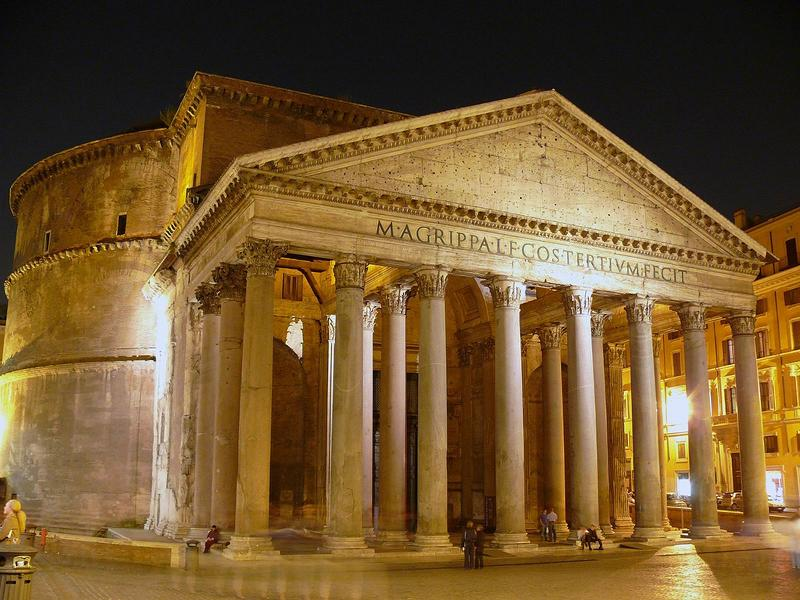
Il Pantheon, antico tempio romano, divenuto basilica di Santa Maria ad Martyres nel 609

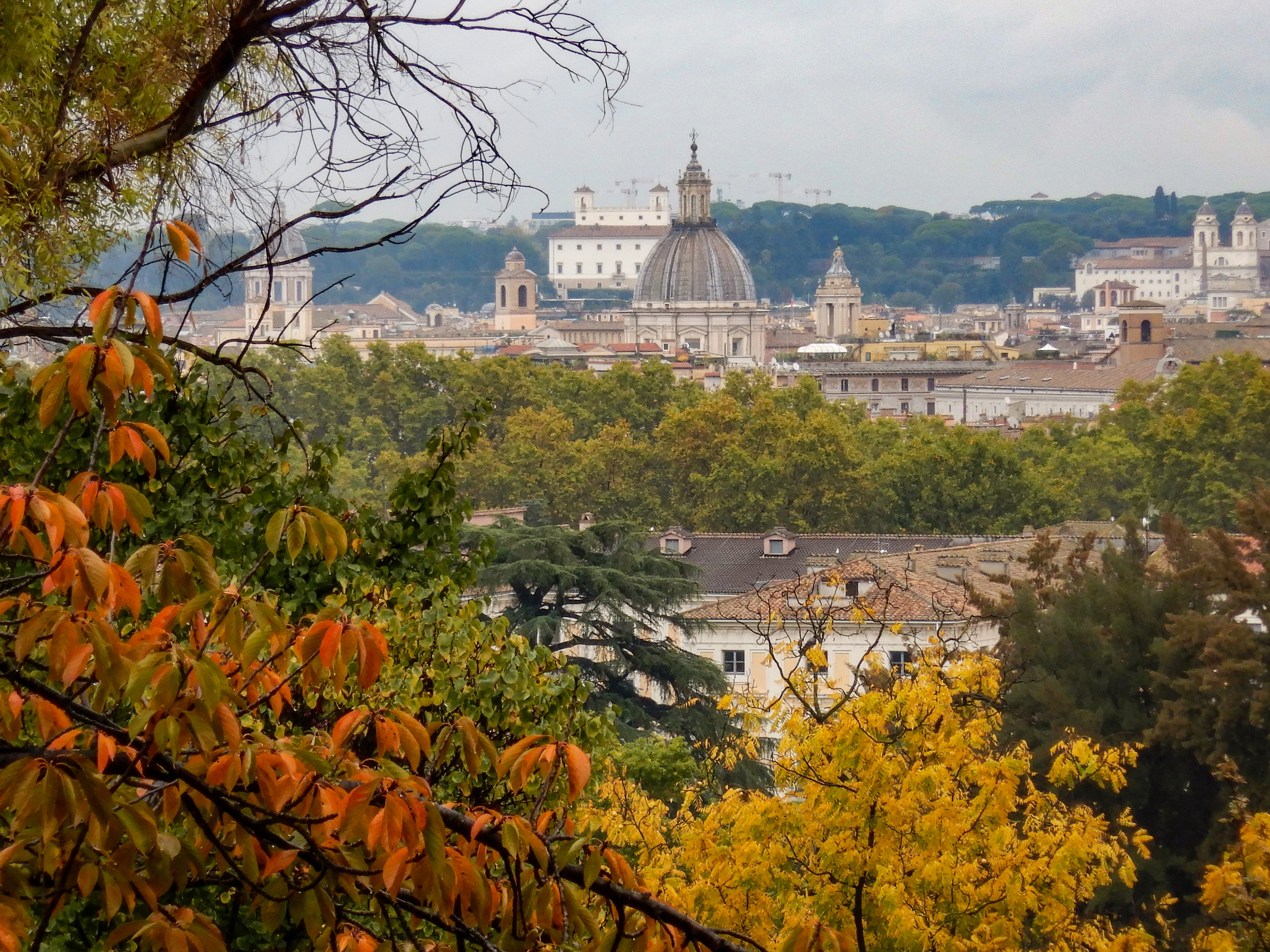
Le numerose cupole di Roma caratterizzano lo skyline cittadino

Le architetture religiose di Roma costituiscono una parte fondamentale del patrimonio monumentale della città capitolina: esse sono il simbolo dell'importanza culturale, sociale ed artistica della componente religiosa nell'intero arco della storia di Roma.

## Edifici sacri

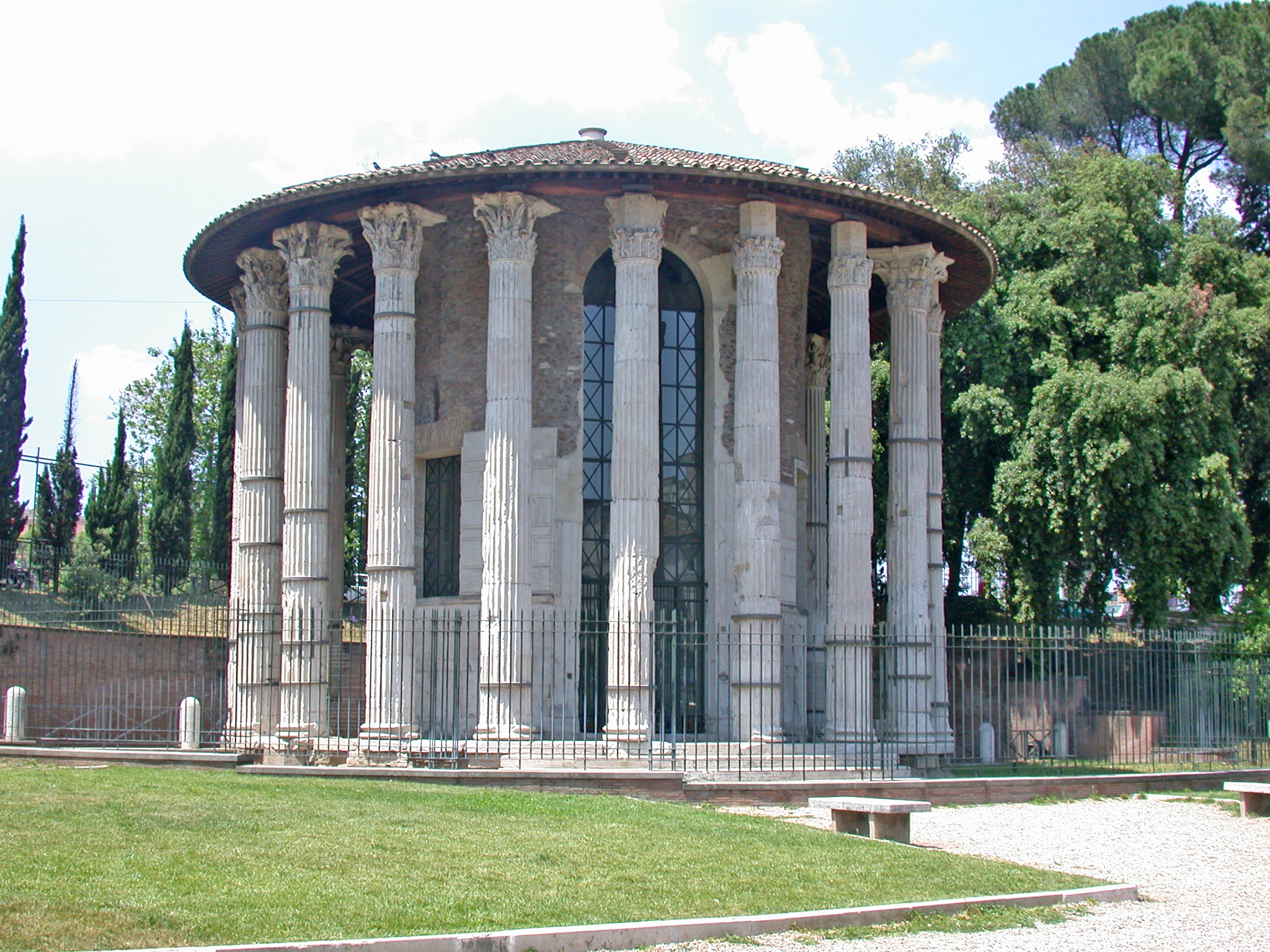
Il tempio di Ercole Vincitore

### Templi
(Mary Beard, Gli spazi degli dei, le feste in Roma antica)
I templi erano i più importanti edifici sacri dell'antichità. Si ritiene che in tarda età repubblicana Roma avesse circa un centinaio di templi. A differenza degli edifici religiosi successivi (ad esempio, le chiese cristiane), i templi non erano luoghi di raduno per i fedeli, ma ospitavano unicamente l'immagine cultuale della divinità cui erano dedicati.
Presso i templi venivano celebrati riti religiosi o sacrifici e, a seconda delle loro dimensioni e del luogo in cui erano posti, venivano utilizzati per diversi altri scopi.
I templi più grandi fornivano lo spazio necessario per incontri di vario genere, formali o meno (sessioni del Senato ma anche riunioni tra amici); altri templi, invece, custodivano oggetti sacri e preziosi: il tempio di Saturno, ad esempio, custodiva il tesoro dello Stato; nel tempio di Vesta venivano depositati i testamenti degli uomini politici, tra cui quello di Giulio Cesare.
Con il termine latino templum non si intendeva l'edificio (aedes), ma una porzione di suolo che era stata inaugurata, ossia delimitata tramite un rito eseguito da alcuni augures. Attualmente esistono i resti o solamente alcune tracce di circa una sessantina di antichi templi-edifici, tra cui il Pantheon, unico edificio romano antico pervenuto quasi integro, divenuto chiesa cristiana nel 609, sacrario dell'arte nel 1520 (da quando vi è la tomba di Raffaello) e sacrario reale, in quanto ospita i resti dei sovrani d'Italia Vittorio Emanuele II e Umberto I e della regina Margherita. Anche altri templi (o parte di essi) ci sono pervenuti grazie alla loro trasformazione in luoghi di culto cristiano o al loro reimpiego per la realizzazione di nuove costruzioni, come ad esempio il tempio di Portuno, divenuto nel IX secolo chiesa di Santa Maria Egiziaca, il tempio di Adriano, i cui resti furono inglobati in un edificio del XVII secolo, e la basilica di San Nicola in Carcere, costruita prima dell'XI secolo sulle rovine di antichi templi del Foro Olitorio.

### Chiese cattoliche

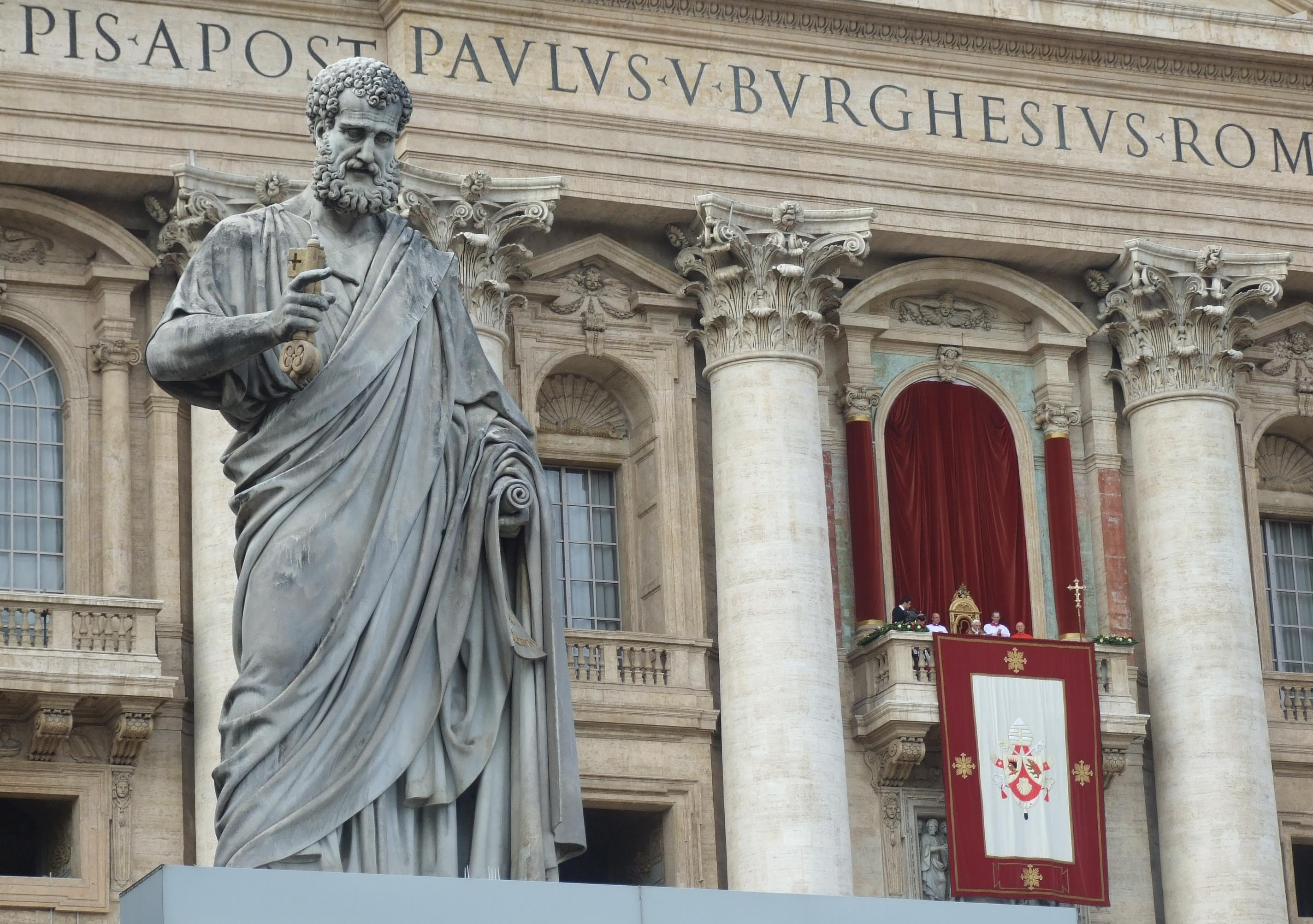
La statua di san Pietro nell'omonima piazza vaticana; sullo sfondo, papa Benedetto XVI

Nuova Gerusalemme e città santa caput fidei, Roma legò la sua storia alla religione cristiana fin dalla missione evangelizzatrice di Pietro, il Romolo cristiano, e Paolo, entrambi santi patroni della città.
I primi luoghi di culto cristiano presenti a Roma furono le ecclesiae domesticae, case private dotate di una o due stanze destinate alle celebrazioni religiose. Dal III secolo i luoghi di culto divennero stabili e di proprietà della comunità cristiana, ormai ingrandita e strutturata: furono istituite, pertanto, le domus ecclesiae, edifici adibiti ad uso liturgico. Tali strutture assumevano il nome del proprietario, anche quando divennero tituli, di proprietà della Chiesa.
Attualmente Roma si presenta come la città con più chiese al mondo: solamente le chiese cristiane sono diverse centinaia, e la loro storia si intreccia con la storia religiosa, sociale ed artistica della città. La cattedrale di Roma è la basilica di San Giovanni in Laterano, "madre e capo di tutte le chiese della città e del mondo" (omnium urbis et orbis ecclesiarum mater et caput); è una delle quattro basiliche patriarcali o papali, insieme con la basilica di San Pietro in Vaticano, la basilica di San Paolo fuori le mura e la basilica di Santa Maria Maggiore.
Le quattro basiliche, ognuna delle quali possiede una porta santa, fanno parte del cosiddetto "giro delle sette chiese" che i pellegrini che giungevano a Roma dovevano compiere, tradizionalmente, a piedi ed in un unico giorno. Le altre tre chiese facenti parte di tale itinerario sono la basilica di San Lorenzo fuori le mura, la basilica di Santa Croce in Gerusalemme e la basilica di San Sebastiano fuori le mura.
La diocesi di Roma, che, tuttavia, non corrisponde perfettamente al territorio comunale di Roma, attualmente è composta da 336 parrocchie, 4 basiliche papali, 61 basiliche minori, 161 chiese rettorie, 115 chiese annesse, 30 chiese nazionali, 21 chiese regionali e 12 chiese cattoliche officiate in rito orientale.
A Roma esistono edifici di culto cattolico di ogni genere: abbazie, basiliche, battisteri, cappelle, collegiate, conventi, monasteri, oratori e santuari. Nelle chiese di Roma si trovano testimonianze di ogni epoca, di ogni fase della cultura e della storia, di ogni stile architettonico (dal paleocristiano e medievale al gotico, dal rinascimentale al barocco, dal neoclassico al moderno), di ogni scuola artistica. Numerose chiese, in particolar modo le più antiche, sono dotate di cripte.

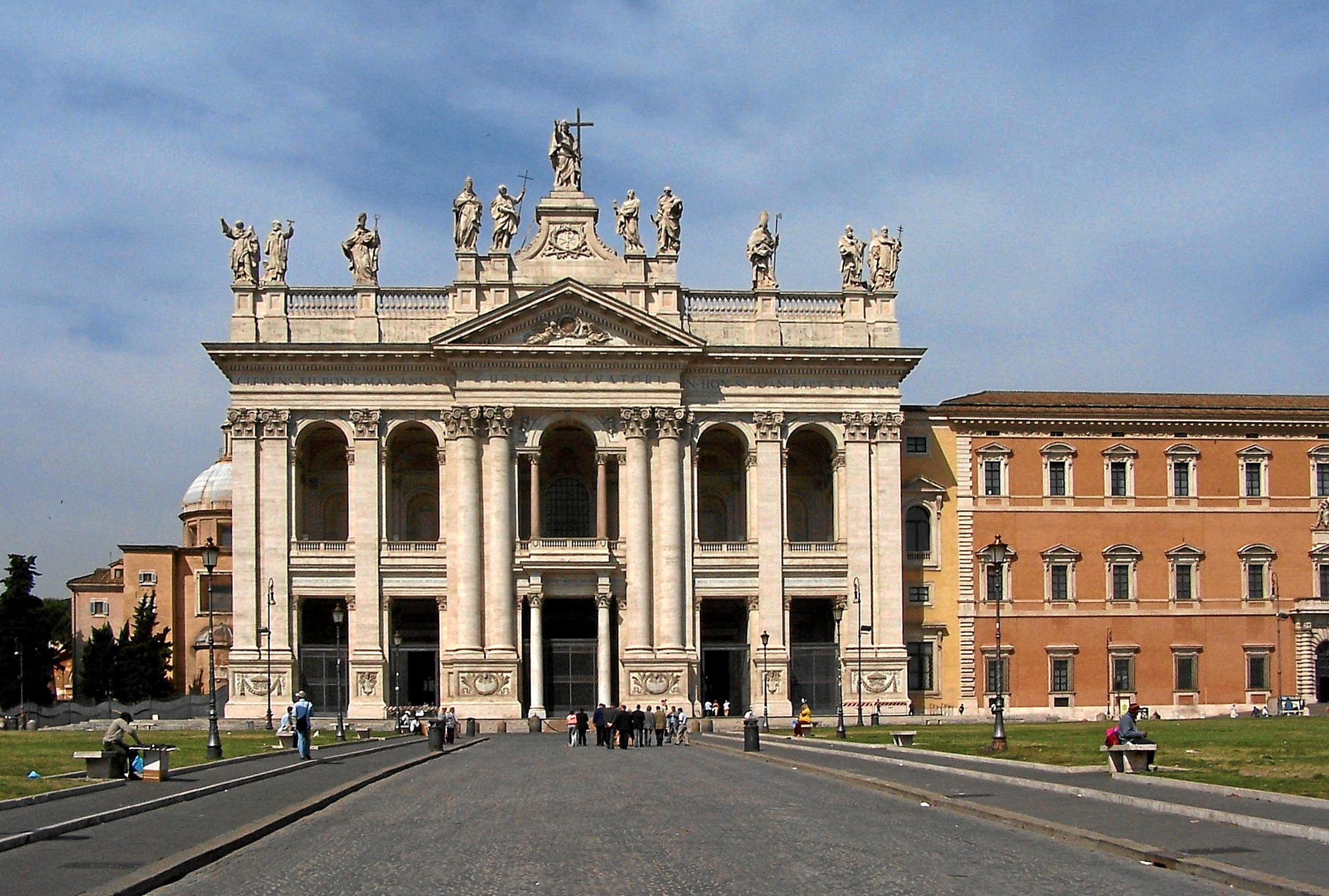
Basilica di San Giovanni in Laterano, la cattedrale di Roma
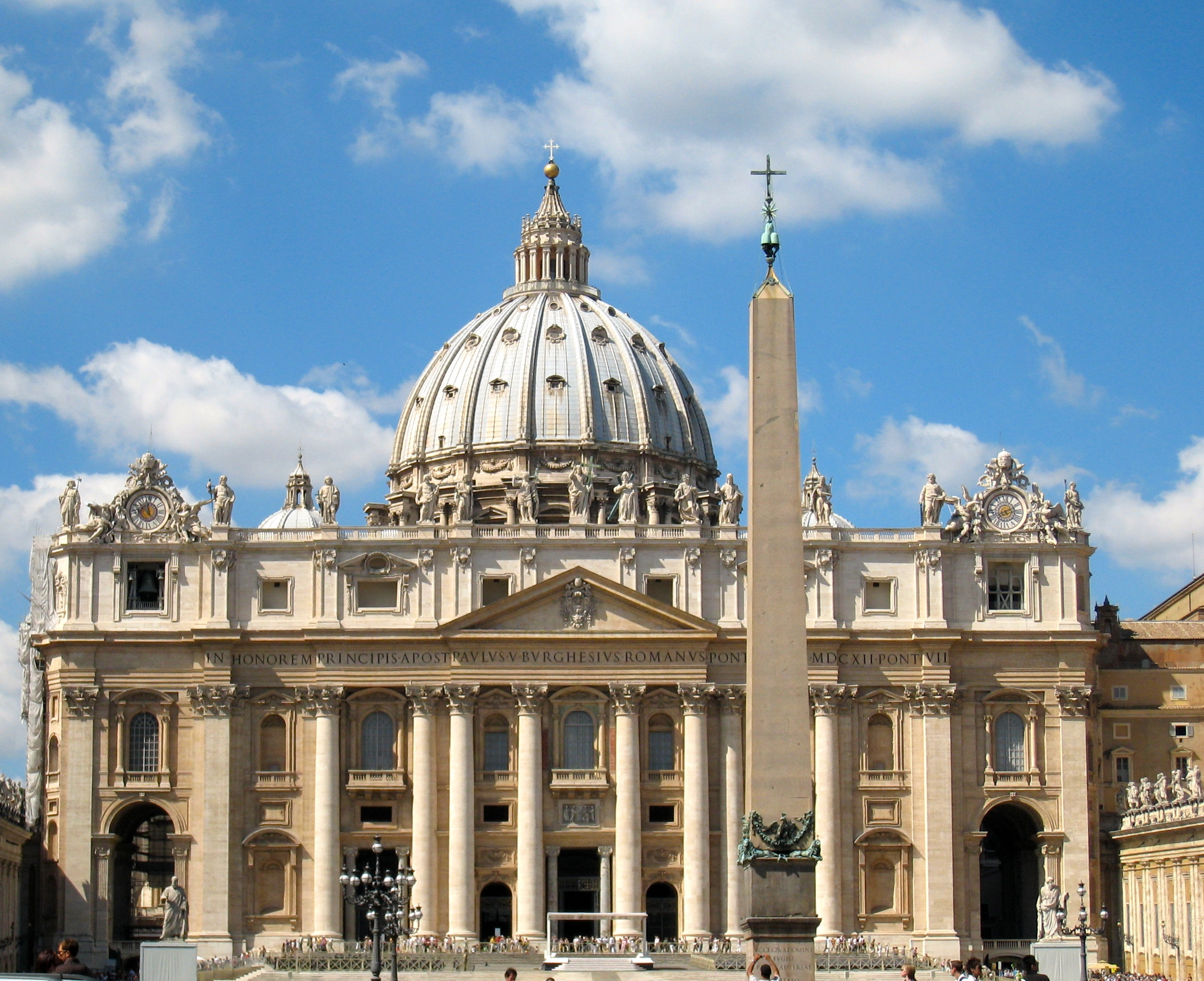
Basilica di San Pietro in Vaticano
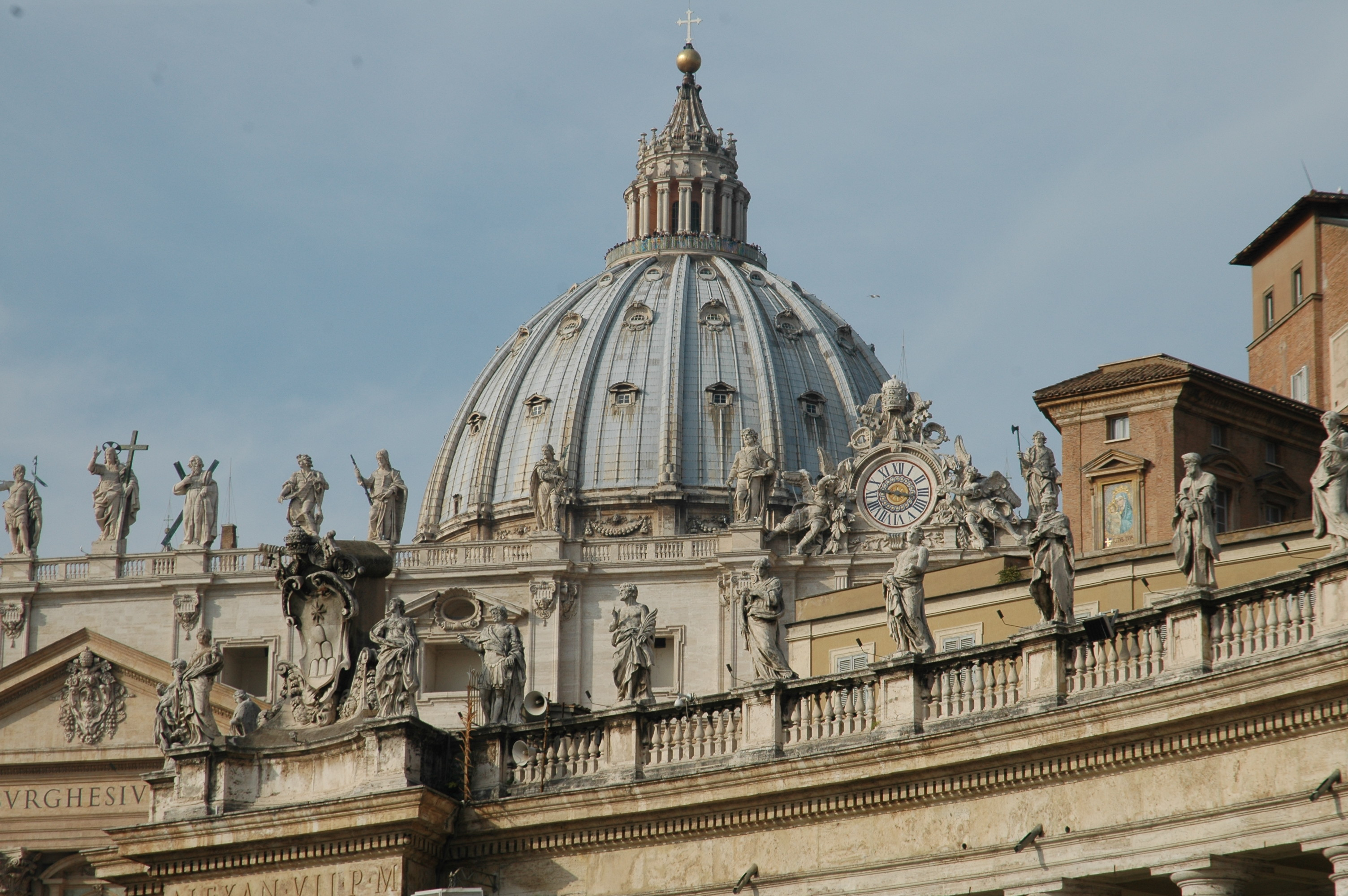
La Cupola della Basilica di San Pietro
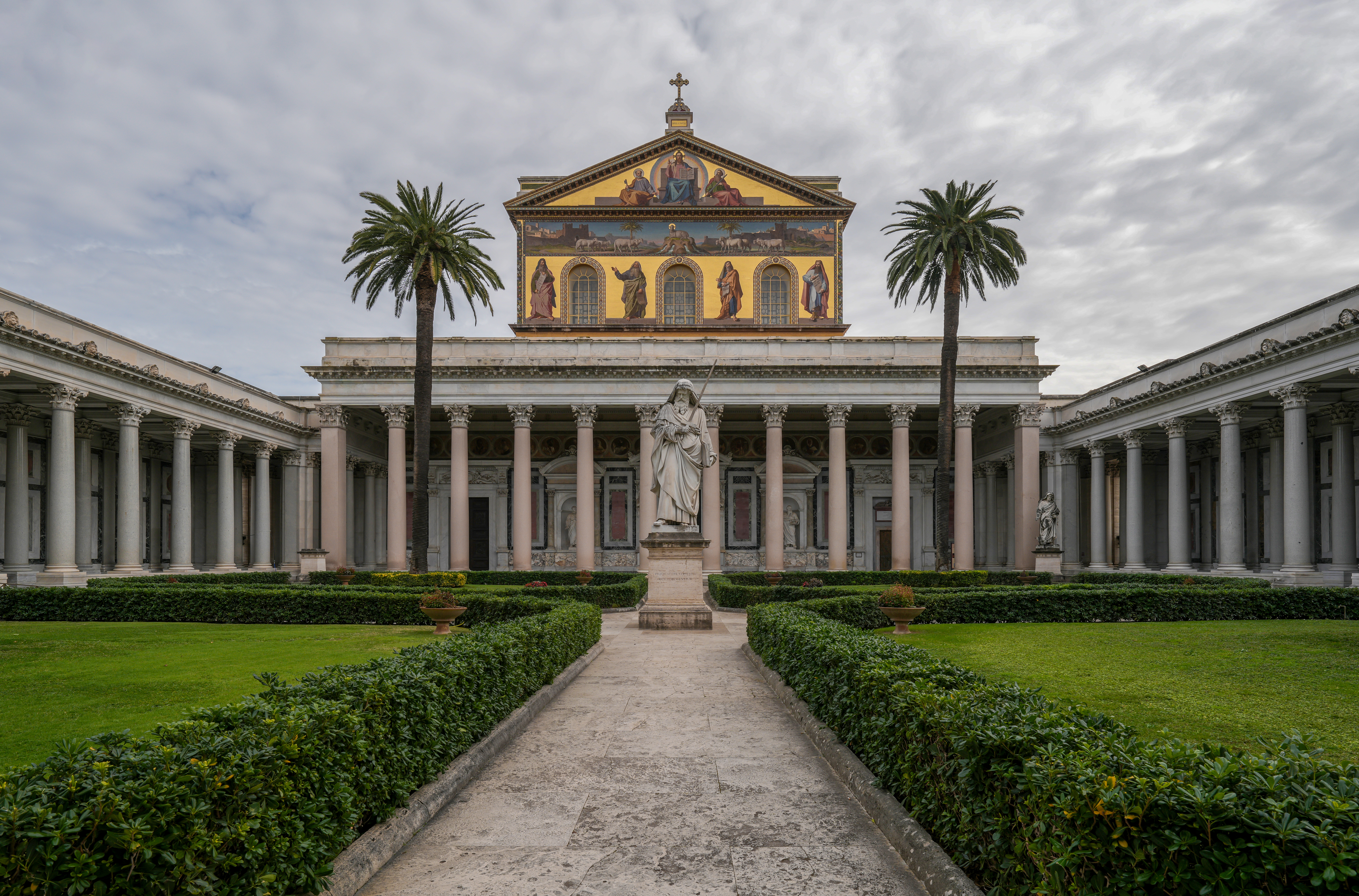
Basilica di San Paolo fuori le mura
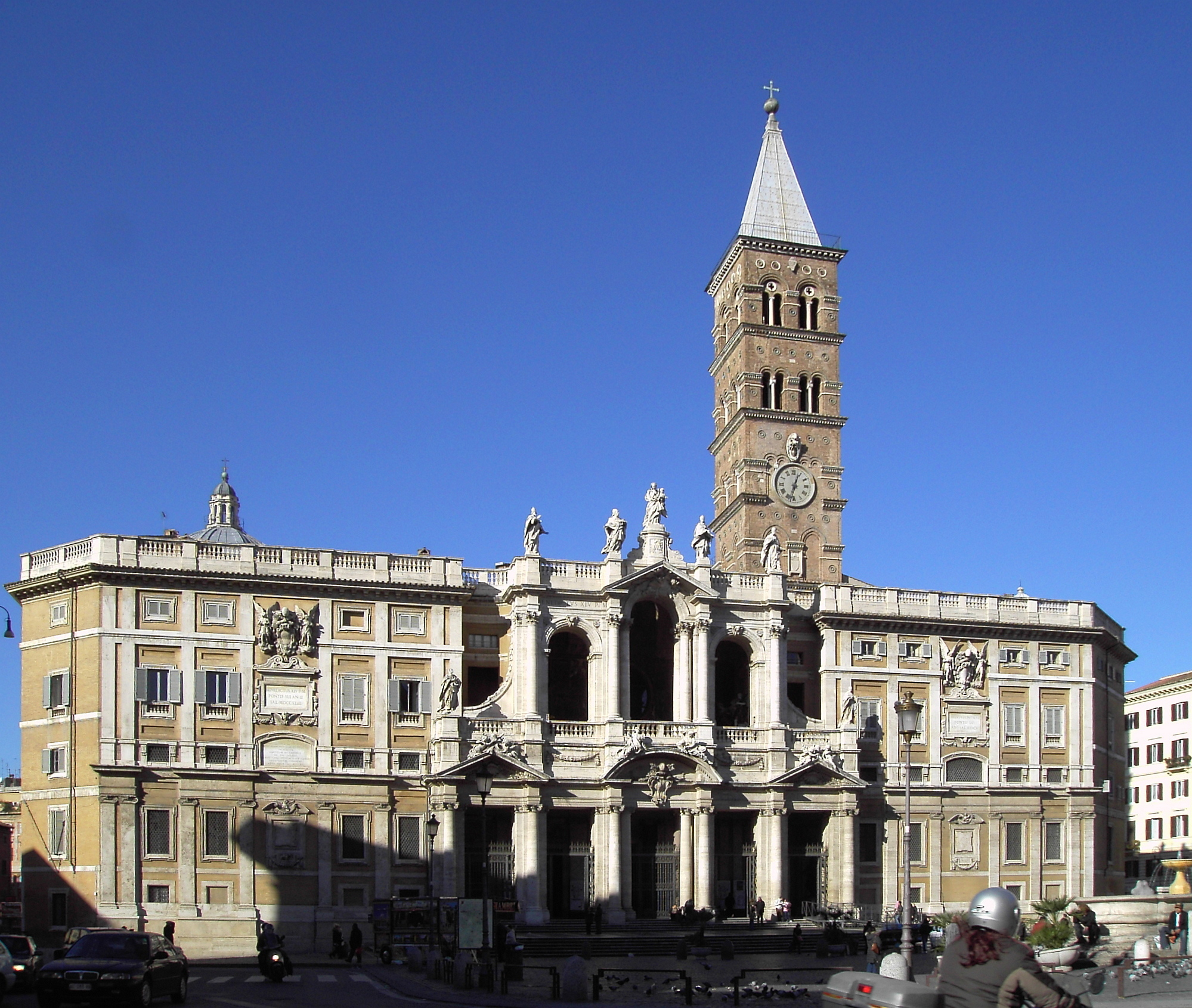
Basilica di Santa Maria Maggiore
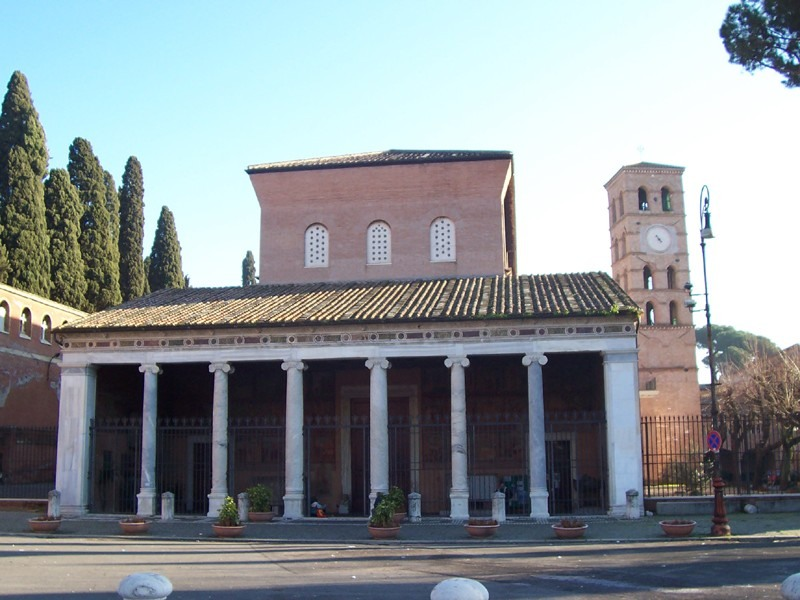
Basilica di San Lorenzo fuori le mura
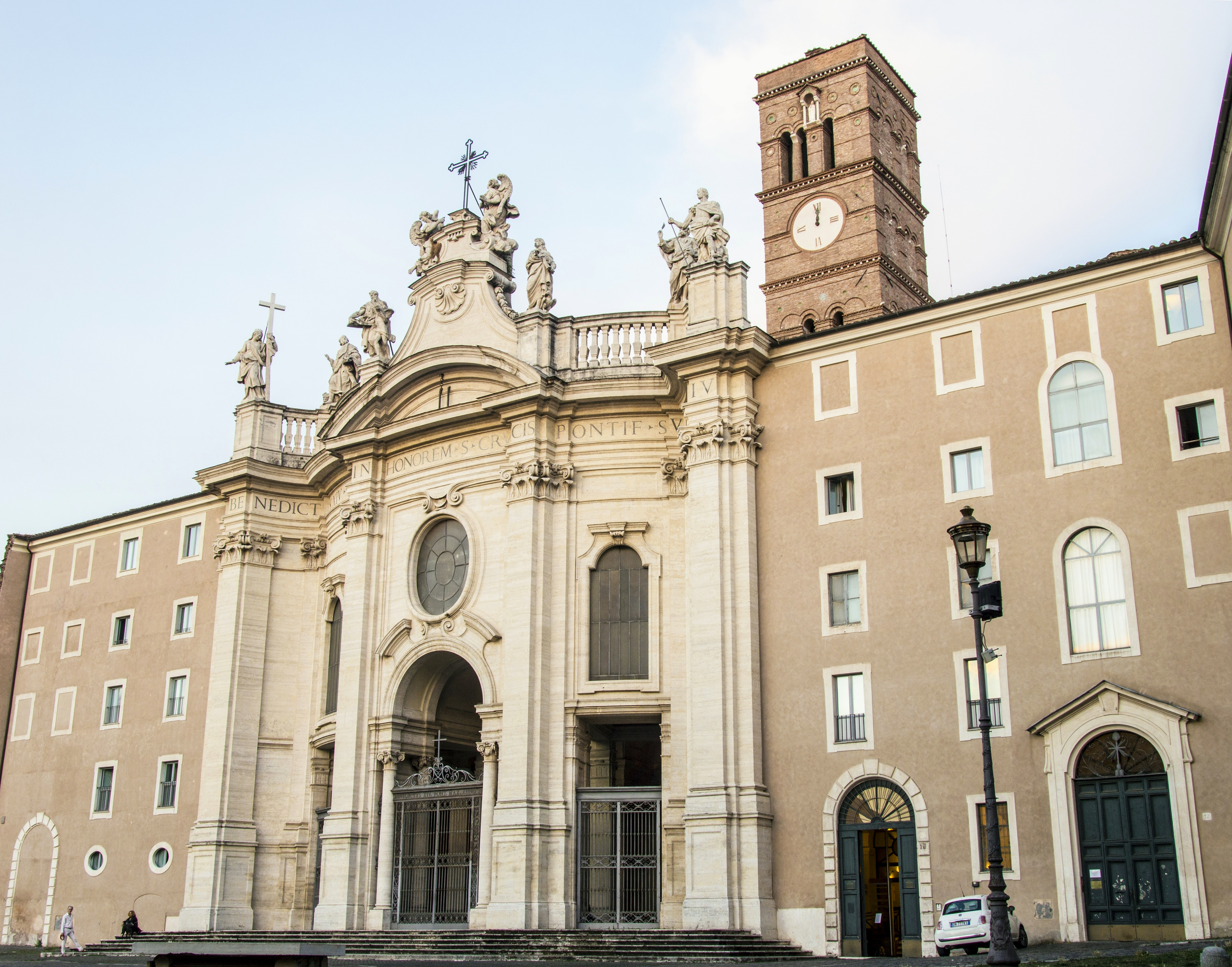
Basilica di Santa Croce in Gerusalemme
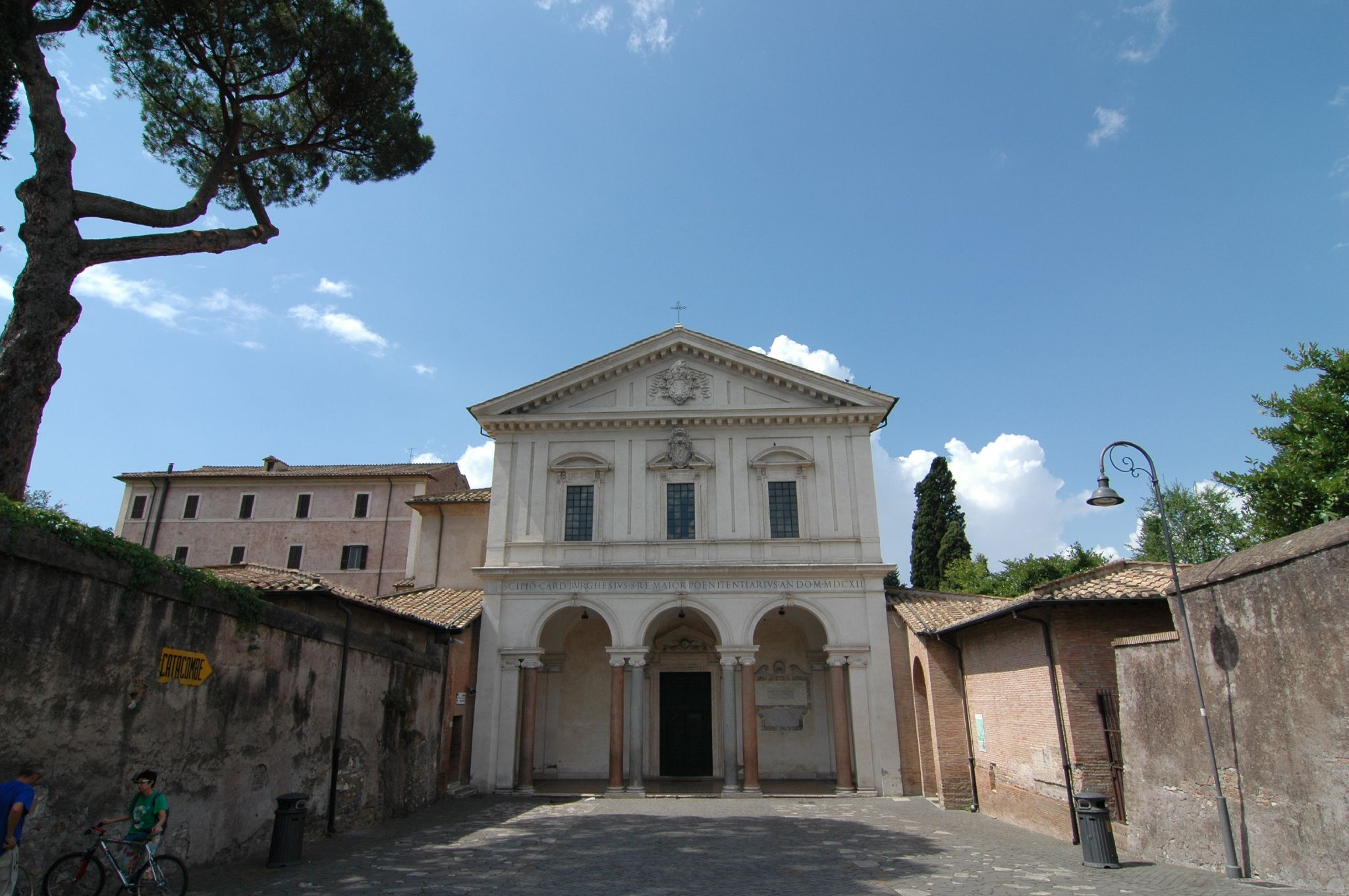
Basilica di San Sebastiano fuori le mura

### Altre chiese cristiane

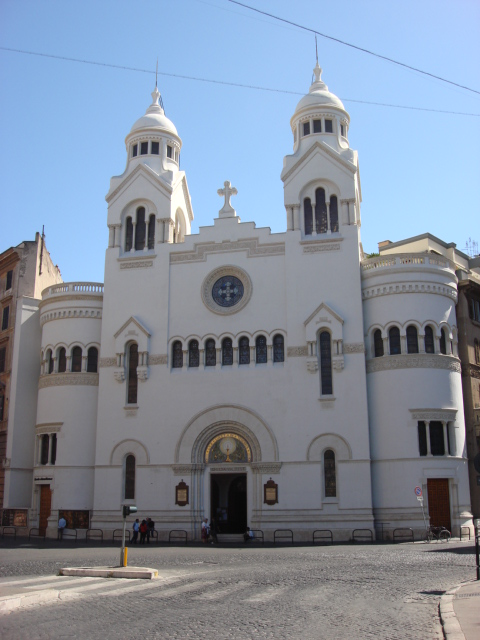
La Chiesa Valdese in piazza Cavour

A Roma è consistente anche il numero di luoghi di culto protestanti, ortodossi e di altre confessioni cristiane. All'inizio del 2010, a Roma sono presenti 29 luoghi di incontro e di preghiera per gli immigrati di fede protestante e 18 per gli ortodossi.
I protestanti evangelici si suddividono in varie comunità: anglicani, avventisti, battisti, episcopali, Esercito della Salvezza, luterani, metodisti, presbiteriani, valdesi e gli immigrati di una determinata lingua.
Dal 1985 opera il Coordinamento per l'immigrazione delle chiese evangeliche di Roma, a cui partecipano:
| - sei chiese battiste: - Chiesa Battista della Garbatella - Chiesa Battista del centro storico - Chiesa Battista di Trastevere - Chiesa Battista di via Urbana - Chiesa Battista di Centocelle - Chiesa Battista di Monte Sacro - due chiese di lingua straniera - Chiesa luterana di lingua tedesca - Chiesa francofona | - l'Esercito della Salvezza - due chiese metodiste - Chiesa Evangelica Metodista - Chiesa Metodista di Ponte Sant'Angelo - due chiese valdesi - Chiesa Valdese di piazza Cavour - Chiesa Valdese di via Quattro novembre |

Secondo alcune stime su dati del Ministero dell'Interno e dell'Ufficio di Statistica del Comune di Roma risalenti all'inizio del 2010, nella capitale italiana vivono circa 80.000 immigrati ortodossi, 17.000 immigrati protestanti e circa 4.000 immigrati di altri culti cristiani, tra cui mormoni e testimoni di Geova, la cui sede nazionale è situata proprio a Roma.
Per quanto concerne altre religioni, anche buddisti (con 6 luoghi di culto) e induisti dispongono a Roma di centri di meditazione e incontro. Sono presenti anche chiese di religioni neopagane o filosofie religiose, come scientology.

### Cupole
(Armando Ravaglioli, Roma anno 2750 ab Urbe condita, 1997)

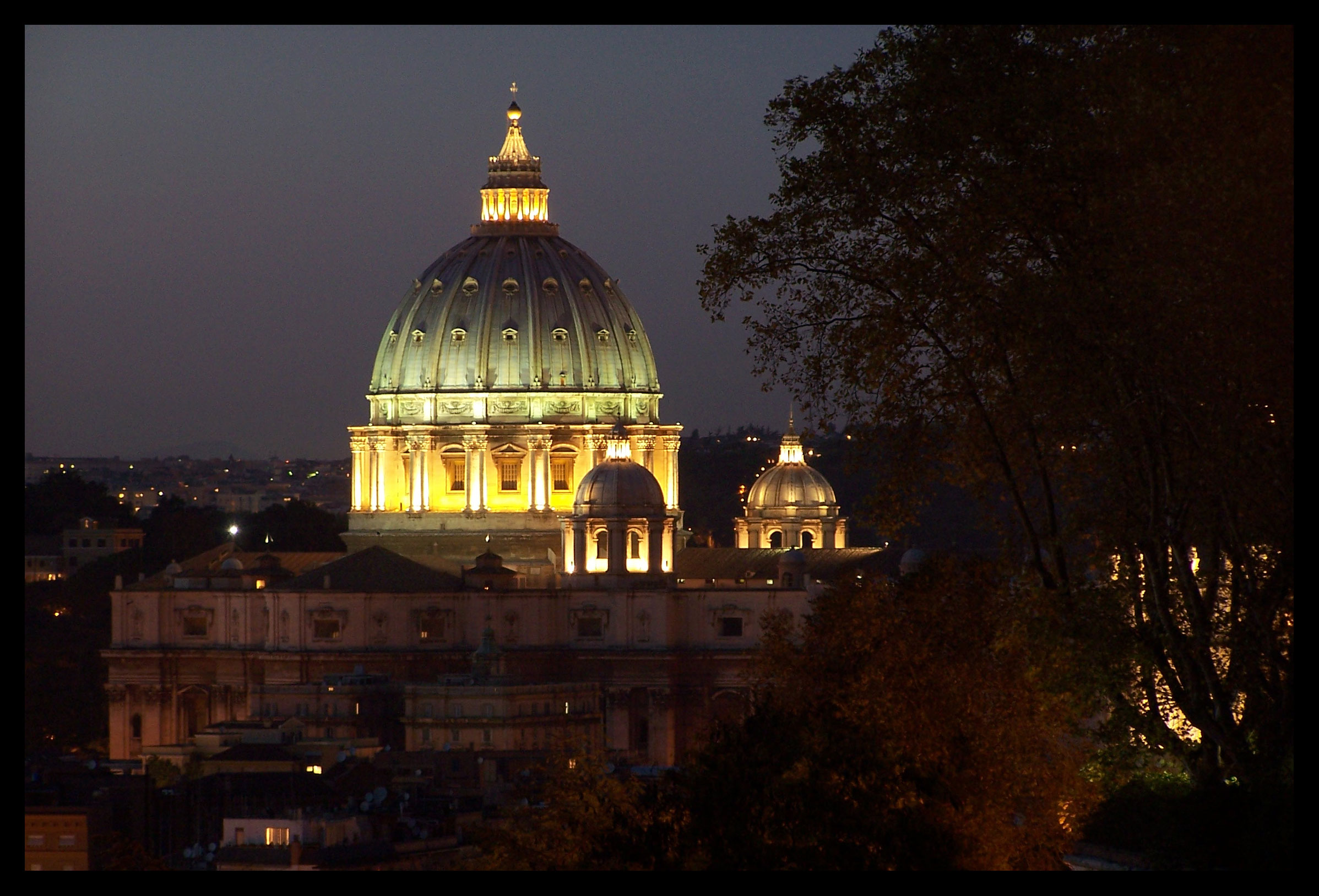
La cupola di San Pietro vista dal Gianicolo

Lo skyline di Roma è caratterizzato dalla numerosa presenza di cupole, strutture architettoniche nate e sviluppatesi nell'architettura romana. Inizialmente presenti su costruzioni di vario genere (terme, mausolei, domus), divennero elementi caratterizzanti degli edifici religiosi più importanti nelle varie città italiane a partire dal Rinascimento.

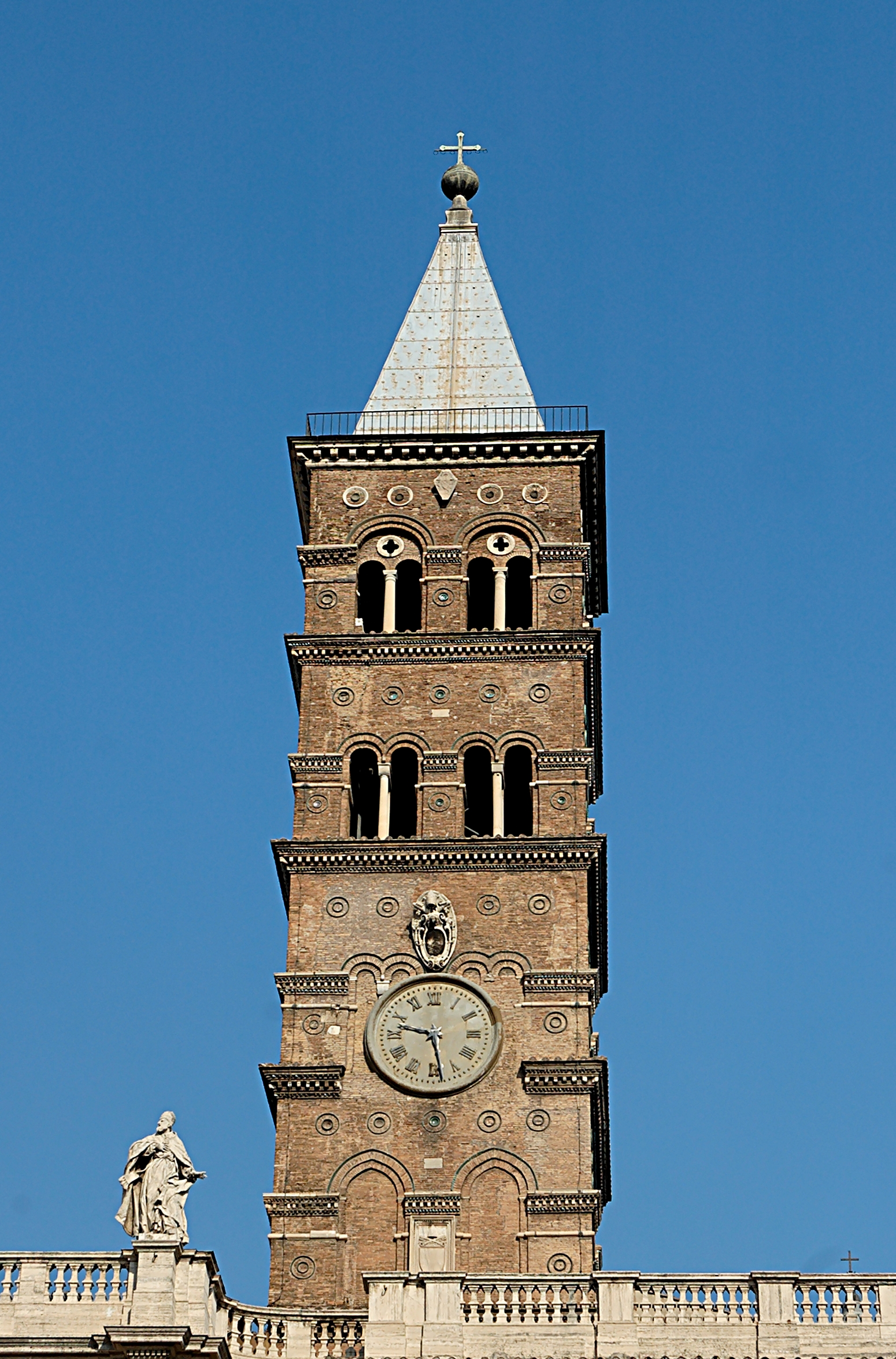
Il campanile di Santa Maria Maggiore

Oggi a Roma sono presenti centinaia di cupole, la maggior parte situata nei rioni del centro storico: la più alta è la cupola della basilica di San Pietro in Vaticano, progettata da Michelangelo, seguita dalla cupola della basilica di San Giovanni Bosco al Quadraro (la più grande fra le cupole moderne). Altre caratteristiche cupole sono quella del Pantheon, le cupole gemelle di piazza del Popolo e quella della chiesa di Sant'Ivo alla Sapienza.

### Campanili
Altro elemento caratterizzante dell'architettura di Roma sono i campanili, inseriti nel panorama cittadino a partire dalla metà dell'VIII secolo. Per secoli, nonostante non avessero mai raggiunto dimensioni simili ad altri campanili divenuti simboli di varie città, animarono in modo vario il profilo e il cielo di Roma.
Numerosi i campanili romanici, il più elevato dei quali è quello della basilica di Santa Maria Maggiore; preziosi e di varie forme i campanili rinascimentali e barocchi, tra cui spiccano quello della chiesa di Santo Spirito in Sassia (ad opera di Baccio Pontelli) e il campanile di Sant'Andrea delle Fratte, creato dal Borromini.

### Chiostri

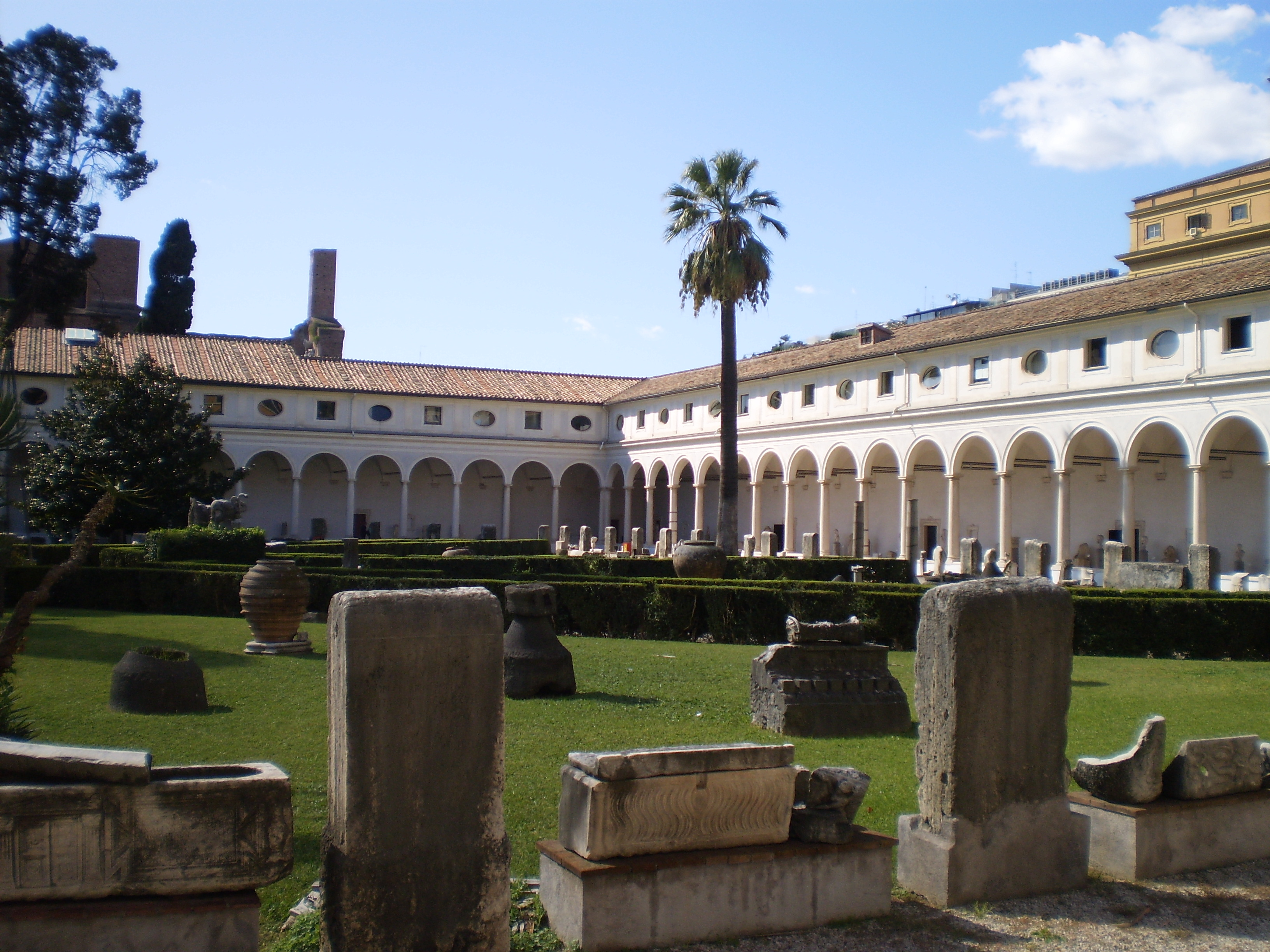
Il chiostro michelangiolesco di Santa Maria degli Angeli

I chiostri, strutture architettoniche tipiche degli edifici religiosi cristiani (in particolar modo di conventi, abbazie e monasteri), sono in prevalenza costruzioni medievali, sebbene ve ne siano diversi realizzati in età successive (anche in luoghi non religiosi, ad esempio all'interno di università, ospedali, caserme).
Il più grande chiostro romano è quello lateranense, sito all'interno del complesso della basilica di San Giovanni in Laterano: fu realizzato tra il 1215 e il 1232 dai Vassalletto. A non molta distanza si trova la basilica dei Santi Quattro Coronati, al cui interno è presente il più piccolo chiostro di Roma, risalente all'inizio del XIII secolo.
Risale allo stesso periodo la costruzione del chiostro della basilica di Santa Sabina, sull'Aventino: all'interno vi si trova un arancio piantato, secondo la tradizione, da san Domenico di Guzmán durante la sua permanenza nel convento. Sullo stesso colle si trova l'ottocentesco monastero benedettino di Sant'Anselmo col relativo chiostro.
Michelangelo e il Bramante sono autori rispettivamente dei chiostri della basilica di Santa Maria degli Angeli (costruita all'interno del complesso delle terme di Diocleziano) e della chiesa di Santa Maria della Pace. Altri chiostri notevoli si trovano nelle chiese di San Carlo alle Quattro Fontane, di San Giovanni Calibita, di San Giovanni Decollato, di San Paolo fuori le mura e di Santa Cecilia in Trastevere.

### Altari

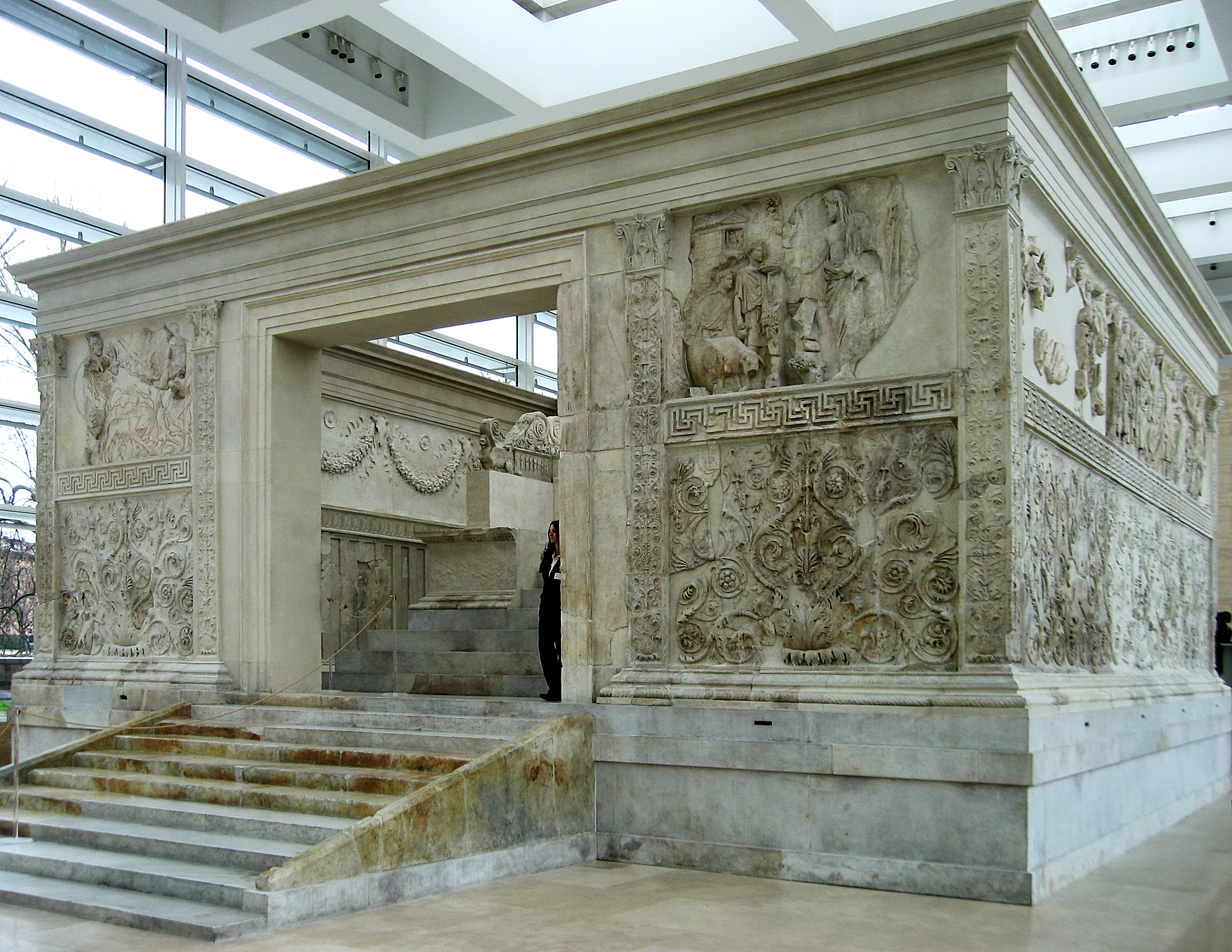
LAra Pacis Augustae

Gli altari, luoghi in cui si compiono i riti religiosi, sono un elemento comune a quasi tutti i luoghi di culto presenti a Roma nel corso dei secoli, da quelli siti all'interno dei templi romani a quelli artistici delle grandi basiliche cristiane. A Roma tuttora sono presenti anche alcuni altari (in latino arae) monumentali antichi, costruiti in particolari occasioni o a ricordo di un avvenimento importante.
L'Ara Pacis Augustae, dedicata nel 9 a.C. dal princeps Augusto alla dea Pace per simboleggiare la prosperità raggiunta nel periodo della Pax romana, è sita in Campo Marzio; si compone di un recinto rettangolare su podio che misura circa 123 m², a cui si accedeva da una scala; presenta due grandi porte nei lati più lunghi. Il recinto presenta, sia internamente che esternamente, una ricca decorazione scultorea (parzialmente perduta) raffigurante il lupercale, Enea che sacrifica ai Penati, la Saturnia tellus e la dea Roma seduta su un cumulo di armi. Il fregio sui lati lunghi rappresenta la processione del giorno dell'inaugurazione dell'ara, alla presenza dei sacerdoti e di Augusto con l'intera famiglia.
Tra le altre arae dell'antichità, oggi sono visibili l'altare dell'incendio neroniano e resti dell'altare della gens Iulia (ara Pietatis), dell'ara Maxima (altare di Ercole invitto), dell'ara Saturni e dell'altare di Verminus, un altare di peperino i cui resti sono esposti ai musei capitolini. Sono andate perdute, invece, l'ara Concordiae, l'altare di Conso, l'ara Martis e l'ara Providentiae.

### Moschee

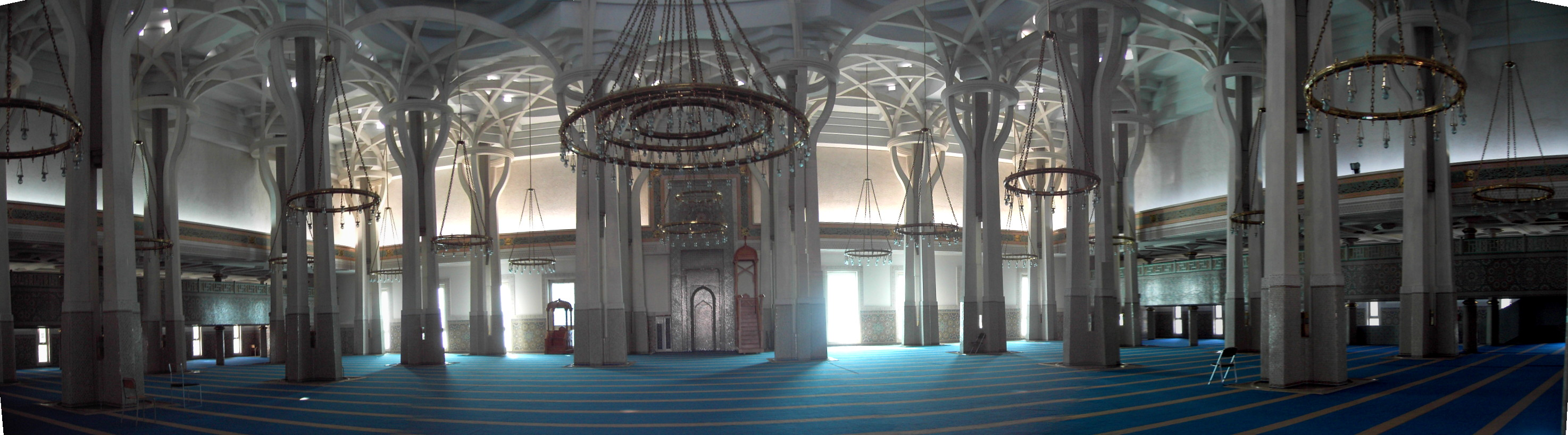
Interno della sala principale della Grande Moschea di Roma

A Roma, tra il 1984 e il 1992, è stata costruita la più grande moschea d'Europa: si trova ai piedi del Monte Antenne, nel quartiere Parioli. L'edificio, progettato da Vittorio Gigliotti, Sami Moussawi e Paolo Portoghesi, occupa una superficie di 34.000 m²; è sovrastato da una cupola color piombo circondata da 16 cupole minori in travertino e dal minareto, la cui altezza raggiunge i 24 metri. Accanto alla moschea si trova il Centro Culturale Islamico, con un auditorium, una sala conferenze e una biblioteca.
Ad inizio 2008 è stata inaugurata una moschea a Ostia, costruita in alcuni locali dell'ex colonia marina Vittorio Emanuele III, per un totale di circa 400 m². L'edificio religioso, tuttavia, non è stato accolto senza alcuna polemica.
Altre moschee censite si trovano nelle aree urbane del Pigneto e di Valle Aurelia, nelle borgate di Montespaccato e Marranella, lungo le vie Prenestina e Laurentina e alla Magliana. Secondo alcuni dati offerti dalla Caritas diocesana e dalla Migrantes di Roma ad inizio 2010, le moschee presenti nella città capitolina sono 16; oltre a queste, sono numerosi gli spazi adibiti a luoghi di culto musulmani presenti in tutto il territorio di Roma.

### Sinagoghe

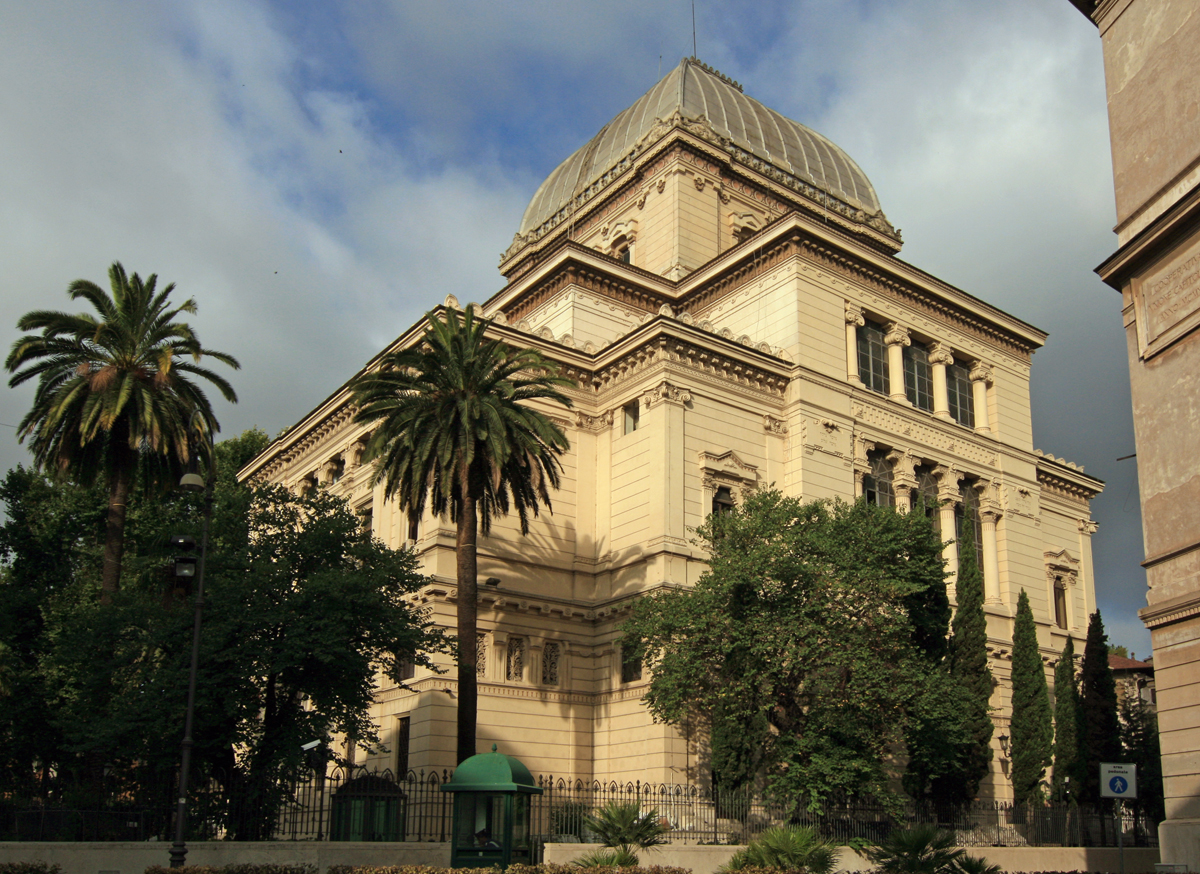
Il Tempio Maggiore di Roma

Roma annovera la presenza di sinagoghe, templi del culto ebraico, già dal I secolo d.C.: ad Ostia antica, infatti, si trovano i resti di una sinagoga, la più antica in Europa. Nel ghetto ebraico presente all'interno del centro storico esistevano cinque sinagoghe, riunite nel cosiddetto edificio delle Cinque Scole. La prima sinagoga di Roma, tuttavia, potrebbe essere l'edificio medievale con loggia ad arcate su colonne e cornice ad archi su mensolette in pietra fondata dal lessicografo Nathan ben Jechiel nell'XI secolo, sita nel vicolo dell'Atleta in Trastevere.
Secondo dati di inizio 2010, a Roma esistono 7 luoghi di culto ebraici: la sinagoga principale è il Tempio Maggiore, situato sul lungotevere De' Cenci. Realizzato tra la fine dell'Ottocento e i primi anni del Novecento, presenta uno stile eclettico, tendente all'arte assiro-babilonese. La cupola quadrata, rivestita di alluminio, presenta decorazioni interne raffiguranti i simboli della religione ebraica. Adiacente alla sinagoga è stato allestito il museo d'arte ebraica. Altre sinagoghe sono situate in via Cesare Balbo (dove si celebra il culto tripolino e ashkenazita), e sull'Isola Tiberina, riservata alla comunità ebraica giovanile.
Nel settembre 2009 è stata inaugurata una nuova sinagoga in via Oletta, a Ostia, dove è presente una comunità composta da oltre 3.000 ebrei.

### Santuari

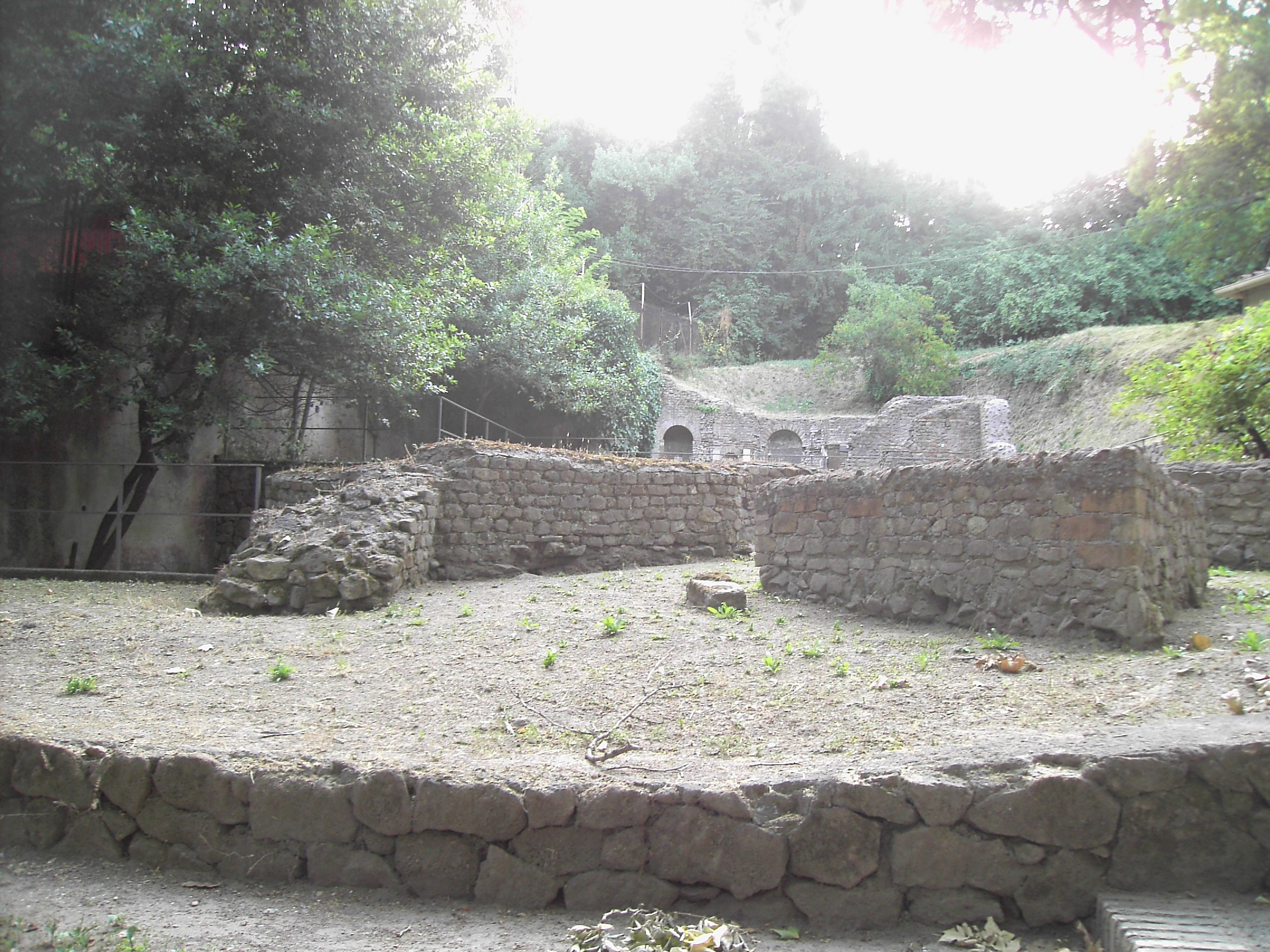
Resti del santuario siriaco sul Gianicolo

Fin dall'antichità, Roma è stata sede di numerosi santuari: anticamente essi erano i luoghi presso cui venivano praticati i culti della divinità cui erano dedicati. Tra gli antichi santuari romani figuravano quello di Diana Planciana, situato tra il Quirinale e il Viminale, quello di Cerere, Libero e Libera, sull'Aventino, quello di Semo Sancus Fidius sul Quirinale e il santuario comprendente due templi gemelli (dedicati alla Fortuna e alla Mater Matuta) posti nell'area sacra di Sant'Omobono
Erano frequenti anche gli isei e i serapei, i santuari dedicati rispettivamente a Iside e Serapide: i principali erano l'Iseo e Serapeo campense e il Serapeo sul Quirinale, che era, insieme con il tempio di Venere e Roma, il più grande edificio di culto di Roma antica; vi erano, inoltre, santuari dedicati ad altre divinità orientali, come il santuario siriaco sul Gianicolo.
In ambito cristiano-cattolico, i santuari sono luoghi di culto in cui si venerano sepolture di personaggi importanti o le sue reliquie; talvolta i santuari vengono costruiti dove la tradizione vuole si sia verificato un fatto miracoloso.
Uno dei principali è il santuario della Madonna del Divino Amore, a Castel di Leva, composto da due chiese: la più antica costruita nel 1745, la più recente, invece, terminata nel 1999.
Piccola area recintata e senza copertura, il sacello può essere considerato un piccolo santuario: era dedicato ad una divinità minore e si trovava attorno ad un altare. Successivamente il termine fu utilizzato per indicare le chiese o le cappelle cristiane di piccole dimensioni.

### Mitrei

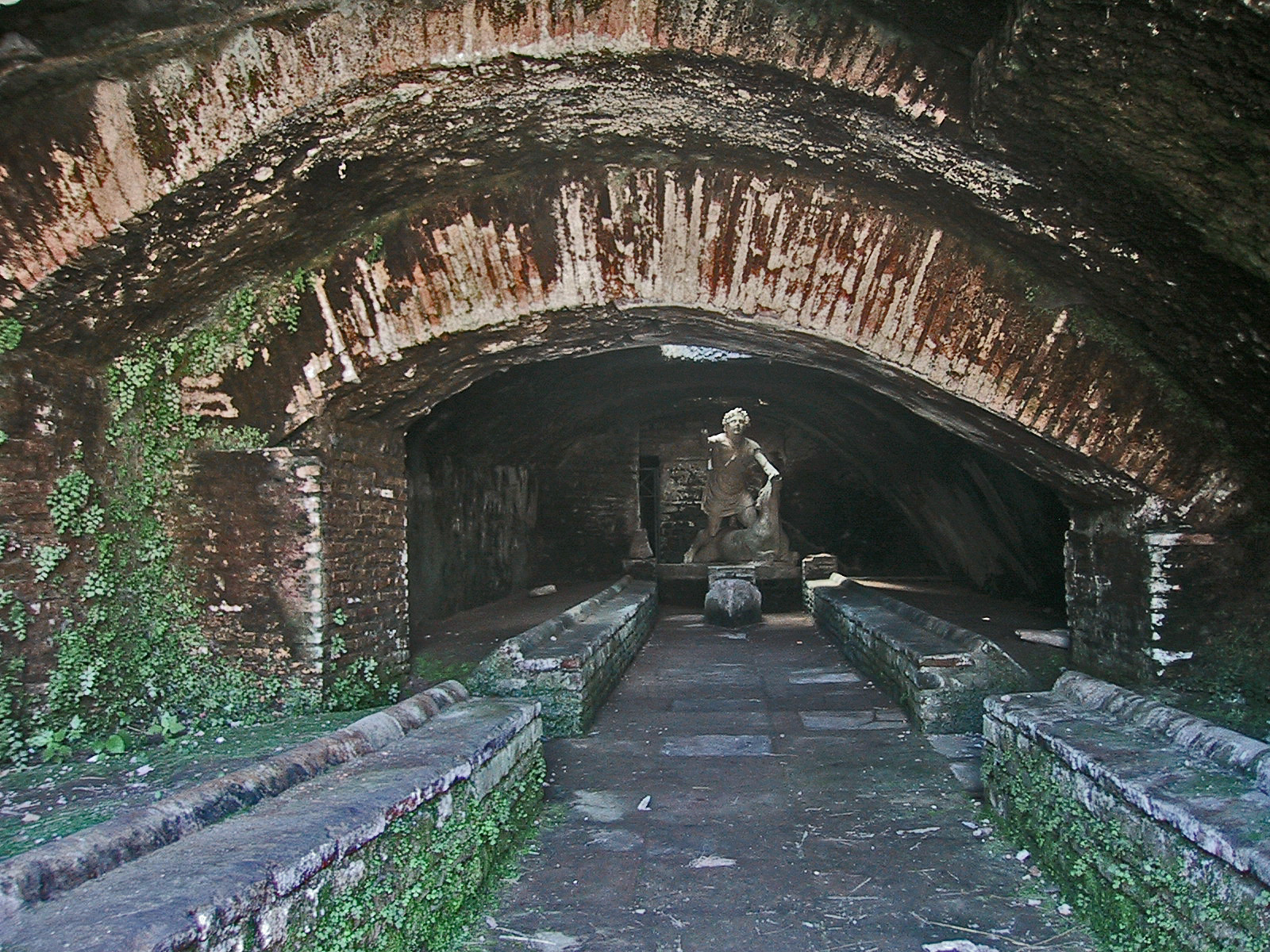
Il mitreo delle Terme del Mitra

Nel territorio di Roma sono stati rinvenuti 26 mitrei, templi sotterranei dedicati al dio Mitra sulle cui pareti era raffigurata la tauroctonia (l'uccisione del toro da parte di Mitra).
Ad Ostia antica esistevano ben 17 mitrei, mentre nel centro di Roma ne sono stati localizzati 9.
| - Mitrei a Roma centro - Mitreo Barberini - Mitreo del Circo Massimo - Mitreo del Palazzo della Cancelleria - Mitreo di San Clemente - Mitreo di Santa Prisca - Mitreo delle Terme di Caracalla - Mitreo di Santo Stefano Rotondo - Mitreo del Tempio di Serapide sul Quirinale - Mitreo di via Giovanni Lanza | - Mitrei a Ostia Antica - Mitreo delle Sette Sfere - Mitreo degli Animali - Mitreo delle Sette Porte - Mitreo di Felicissimo - Mitreo delle Terme del Mitra - Mitreo delle Pareti Dipinte - Mitreo del Palazzo Imperiale - Mitreo della Planta Pedis | - - Mitreo dei Serpenti - Mitreo di Lucrezio Menandro - Mitreo del Caseggiato di Diana - Mitreo Fagan - Mitreo Aldobrandini - Mitreo di Fruttuoso - Mitreo di Porta Romana - Sabazeo |

### Edicole sacre

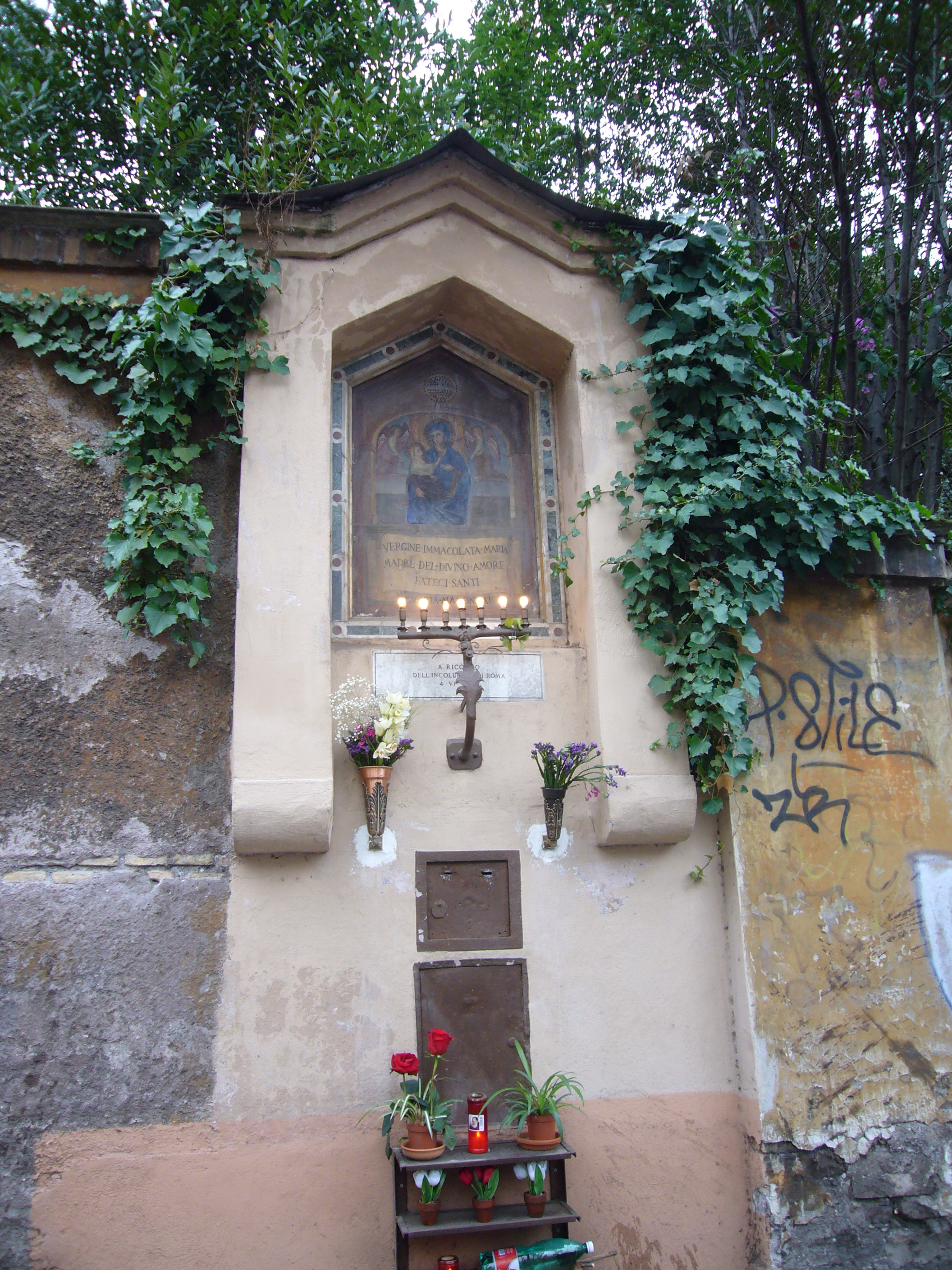
Edicola sacra del Divino Amore in via Nomentana

Secondo un'indagine effettuata nel 1999 dalla Sovraintendenza ai Beni Culturali del Comune di Roma, nei 22 rioni del centro storico dell'Urbe si trovano 522 edicole sacre. Al 2009 ne sono state censite circa 730, anche se il loro numero è maggiore se si considerano pure le madonnelle dei quartieri e del resto della città; il cavalier Ruffini, nel 1853, ne annoverò 1543.
Le edicole sacre sono costituite da vari materiali: tele, affreschi, tavole, stucchi, terrecotte, marmi, metalli e legno. Recano al loro interno un'immagine sacra e presentano diverse forme: semplici medaglioni con cornice in stucco, composizioni elaborate e scenografiche (in particolar modo di gusto barocco), elementi architettonici e scultorei (sono frequenti i putti e i cherubini).
A realizzarle, nel corso dei secoli, sono stati diversi artisti, più o meno famosi nel contesto artistico nazionale ma ugualmente impegnati nelle realizzazioni artistiche della città di Roma: Antonio da Sangallo il Giovane, Perino del Vaga, Antonio Bicchierari, Nicolò Berrettoni, Francesco Moderati e molti altri.
La maggior parte delle edicole sacre fu costruita tra il XVII e il XVIII secolo: esse garantivano, grazie ai loro lumi accesi, l'unica fonte di illuminazione notturna della città. Lo sviluppo edilizio della seconda metà dell'Ottocento causò la trasformazione delle madonnelle, divenute semplici elementi decorativi, anche se coerenti con le architetture in cui erano inserite.
Le edicole sacre si trovano soprattutto nei rioni Monti (circa 85) e Trastevere (89), che ne presentano quasi il doppio degli altri rioni romani. I principali temi raffigurati sono la Madonna col Bambino, spesso accompagnata da angeli e santi; l'Immacolata, l'Addolorata, l'Assunta, la Sacra Famiglia, la Crocifissione, il Cristo Redentore, il Cristo Portacroce; spesso vengono raffigurate immagini di alta qualità artistica, come la Maestà di Maria e l'incoronazione della Vergine.
Le edicole sacre vengono chiamate anche madonnelle proprio per la numerosa presenza di immagini raffiguranti Maria.

### Ninfei antichi

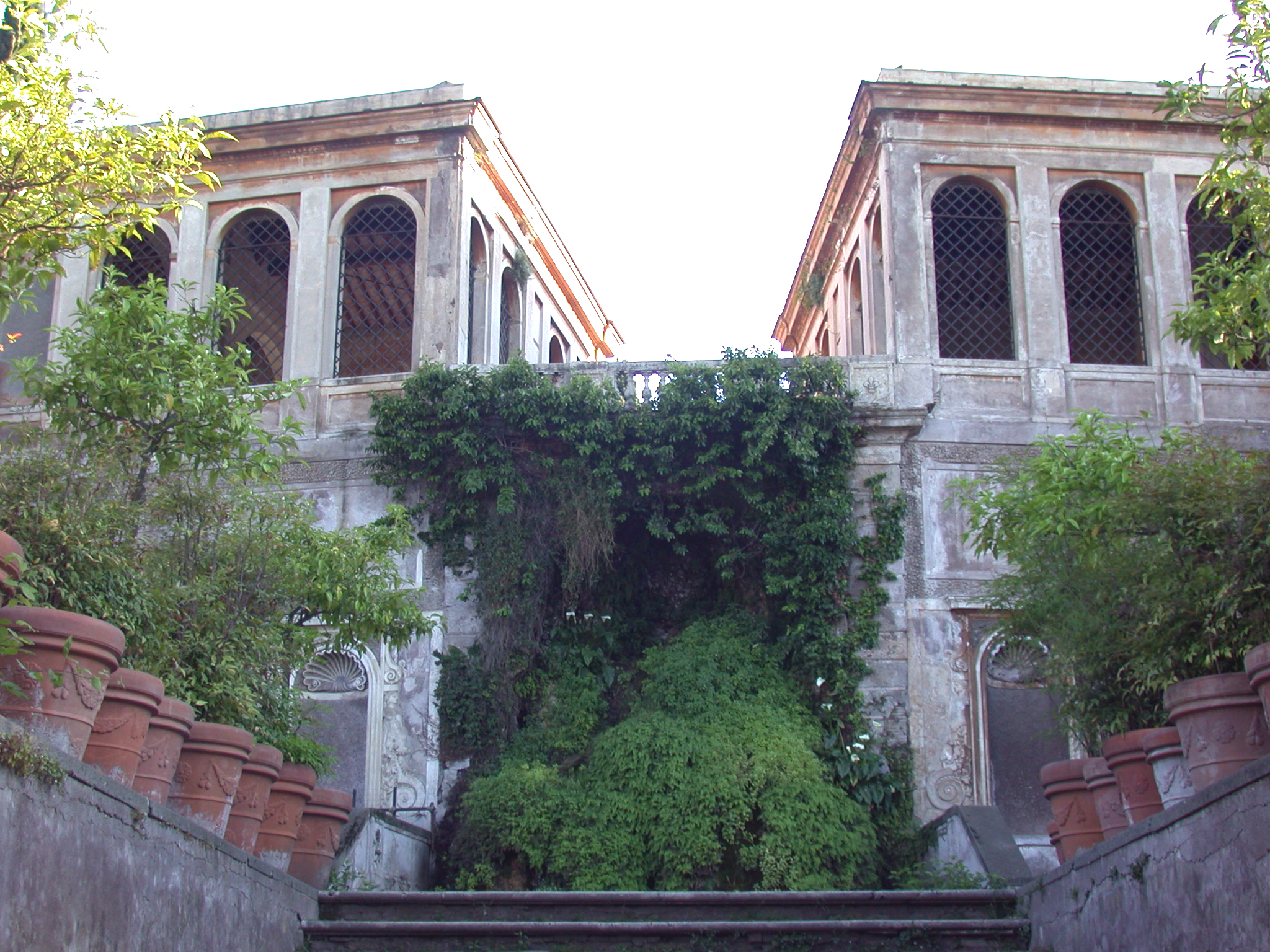
Ninfeo degli Orti Farnesiani

Nelle civiltà antiche greca e romana, le ninfe erano divinità femminili, immortali (Oceanine e Nereidi) e mortali (Naiadi e Oreadi) che personificavano elementi e fenomeni naturali; ad esse venivano dedicati appositi santuari o monumenti, chiamati ninfei.
Un grande tempio periptero dedicato alle ninfe sorgeva nella parte meridionale del Campo Marzio: si tratta del cosiddetto tempio delle Ninfe, i cui resti si trovano nell'attuale via delle Botteghe Oscure. In via Giolitti sono visibili i resti del tempio di Minerva Medica, così chiamato per una particolare statua della dea rinvenuta durante gli scavi; non si tratta di un tempio, ma di una sala-ninfeo, facente parte degli antichi Horti Liciniani.
All'interno della Domus Aurea neroniana si trova un ninfeo con raffigurazione musiva di Ulisse che porge la coppa a Polifemo; faceva parte del palazzo imperiale anche il cosiddetto ninfeo Neroniano, i cui resti (un imponente muro in laterizio nel quale si aprono sette grandi nicchie) si trovano in via Claudia. Il ninfeo di Alessandro Severo, situato nei giardini di Piazza Vittorio, fu realizzato nel 226 come fontana-mostra dell'acquedotto Claudio; conteneva due trofei d'armi marmorei detti di Mario. Sul Palatino, gli Orti Farnesiani presentavano un ninfeo, sovrastato da due uccelliere, che sorgeva alla fine di una scala di collegamento con il Foro Romano; all'interno del Parco della Caffarella sorgono i resti della grotta di Egeria, il ninfeo di Erode Attico.
Potrebbero essere stati dei ninfei anche l'ipogeo di via Livenza e l'Auditorium di Mecenate, appartenuto agli horti Maecenatis.

## Architetture funerarie

### Catacombe

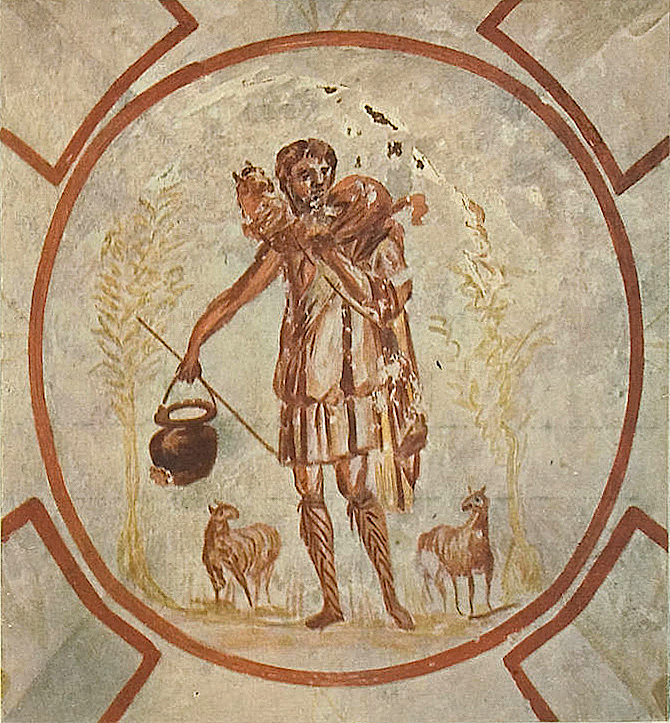
Catacombe di San Callisto, il buon Pastore

A Roma sono presenti circa una sessantina di catacombe, i cimiteri sotterranei cristiani dei primi secoli dopo Cristo. Il termine potrebbe derivare dal toponimo di una località sita sulla via Appia Antica, denominata appunto Catacumbas (in greco antico κατὰ κύμβας): l'espressione indicava una depressione del terreno, ancor più marcata in passato, nei pressi del Circo di Massenzio.
In questa zona si trovavano le catacombe di San Sebastiano, denominate appunto Cymiterium Catacumbas ad Sanctum Sebastianum via Appia.
La denominazione delle catacombe deriva nella maggior parte dei casi dal nome del donatore del terreno utilizzato per gli scavi sotterranei: catacombe di Pretestato, di Domitilla, di Commodilla, di Panfilo, di Ponziano, di Calepodio, di Priscilla e molte altre.
Alcune catacombe hanno assunto il nome del martire illustre (talvolta anche più di uno) lì sepolto: è il caso delle catacombe di San Sebastiano, di Sant'Agnese, dei Santi Marco e Marcelliano, dei Santi Marcellino e Pietro.
Altri cimiteri cristiani venivano identificati dalla località in cui si trovavano: ad ursum pileatum, ad duas lauros, ad clivum cucumeris o ad septem palumbas, catacumbas. Unica eccezione furono le catacombe di San Callisto, le più auguste e le più celebri di Roma, come le definì papa Giovanni XXIII, le Catacombe per eccellenza secondo l'archeologo Giovanni Battista de Rossi, che le scoprì: esse, infatti, devono il proprio nome a papa Callisto I, che ne fu custode e amministratore per circa un ventennio all'epoca del suo diaconato, sotto papa Zefirino.
Nei primi secoli del cristianesimo, tuttavia, i seguaci della nuova religione non ebbero cimiteri propri, ma venivano sepolti in aree comuni, dette necropoli, accanto ai pagani; anche i santi patroni di Roma ricevettero questa sepoltura: san Pietro, infatti, fu deposto nella necropoli vaticana, mentre san Paolo fu sepolto nella necropoli lungo la via Ostiense.
Successivamente, in seguito allo sviluppo delle aree catacombali, papa Fabiano suddivise la città di Roma in sette regioni ecclesiastiche, con i rispettivi luoghi di culto: ad ognuna di queste zone fu assegnata più di una catacomba per la sepoltura dei fedeli.
A Roma, inoltre, esistevano alcune catacombe ebraiche, anche se ne sono state rinvenute solamente un paio, a Villa Torlonia e a Vigna Randanini.

### Mausolei

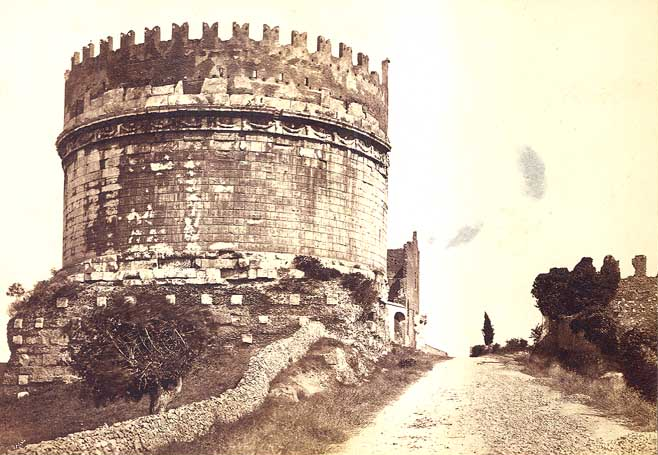
Mausoleo di Cecilia Metella sull'Appia Antica

A Roma furono edificati diversi mausolei, tombe di eccezionale monumentalità eretti per una personalità il cui nome deriva da Mausolo, satrapo persiano re di Caria, reso celebre dal suo imponente monumento funebre.
I mausolei si suddividono in diverse tipologie: vi erano le grandi tombe a tumulo, già diffuse presso gli Etruschi e adottate dai nobili romani a partire dal I secolo a.C., le piramidi, grandi tombe in stile egizio, e i mausolei rotondi cristiani, costruiti a partire dal IV secolo.
Tra le tombe a tumulo, sono rilevanti il mausoleo di Augusto, il più grande del suo genere, e la tomba di Cecilia Metella, posta lungo la via Appia Antica; alla fine del I secolo a.C. risalgono anche il mausoleo di Lucilio Peto e, probabilmente, il Torrione sulla via Prenestina. Persistono dubbi sulla datazione e i proprietari della tomba degli Orazi e dei Curiazi e di Casal Rotondo, entrambi posti sulla regina viarum.
Appartiene al I secolo il mausoleo di Tor di Quinto, parzialmente ricostruito sulla via Nomentana davanti a Villa Blanc.
Gli unici esempi di tombe a tumulo costruite nel II e III secolo, invece, sono rispettivamente la mole Adriana, poi divenuta Castel Sant'Angelo, e il mausoleo di Monte del Grano, probabile luogo di sepoltura di Alessandro Severo.
Risalgono al IV secolo il mausoleo di Sant'Elena sulla via Casilina, il mausoleo di Santa Costanza sulla via Nomentana e il mausoleo dei Gordiani (Tor de' Schiavi) sulla via Prenestina, tutti esempi di mausolei rotondi cristiani.
Si presentano come particolari tipi di mausolei anche il mausoleo di Massenzio (noto anche come tomba di Romolo), la tomba di Annia Regilla e la Colonna Traiana, all'interno della quale vennero deposte le ceneri dell'imperatore. Esistono anche alcuni mausolei moderni, come il Mausoleo Ossario Garibaldino e il mausoleo delle Fosse Ardeatine.

### Piramidi

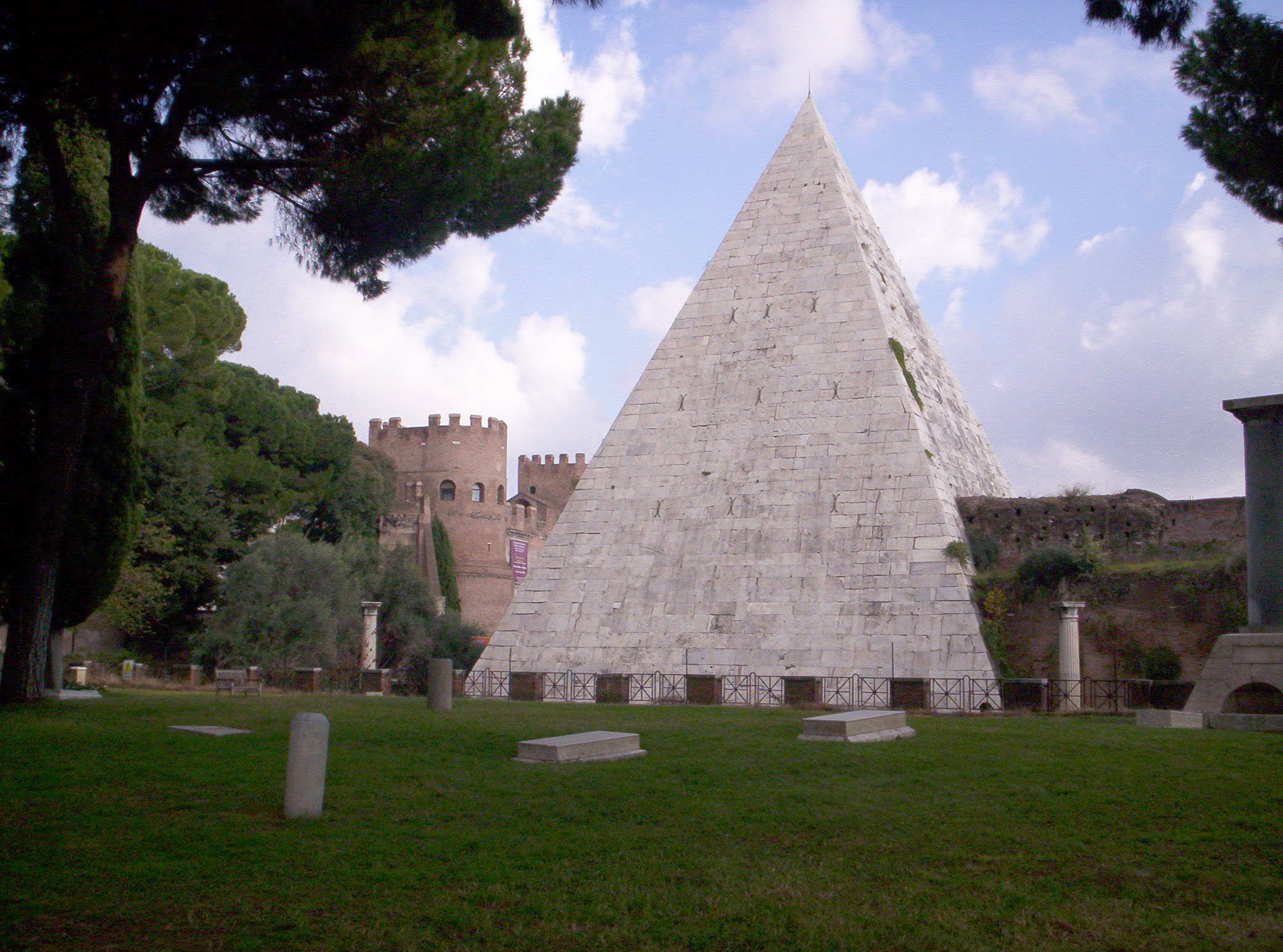
Piramide di Caio Cestio

In seguito alla conquista dell'Egitto, vennero introdotti a Roma arte e costumi egiziani: per tale ragione furono costruite diverse tombe a forma di piramide, sul modello dei monumenti funerari dei faraoni.
Furono numerose le piramidi costruite a Roma, fin dall'età di Augusto, lungo le vie consolari, anche se l'unica ancora esistente è la piramide di Caio Cestio, nei pressi di Porta San Paolo, costruita tra il 18 e il 12 a.C. e alta circa 37 metri.
Le piramidi, risultato più della moda egittizzante del tempo che dell'adesione alla religione isiaco-alessandrina, possono essere distinte in varie tipologie: vi erano le piramidi imponenti, realizzate con materiali pregiati (ad esempio il marmo lunense) sul modello delle piramidi di Menfi, e quelle di dimensioni ridotte, realizzate facendo uso del laterizio, che sormontavano una cappella o un podio.
Tra la basilica di San Pietro in Vaticano e Castel Sant'Angelo un tempo sorgeva la Meta Romuli, chiamata popolarmente Piramide di Borgo: veniva descritta come una piramide più grande di quella di Gaio Cestio Epulone e di grande bellezza, circondata da una pavimentazione con lastroni di travertino, alta circa 40 metri e completamente rivestita di marmo.

### Sepolcri

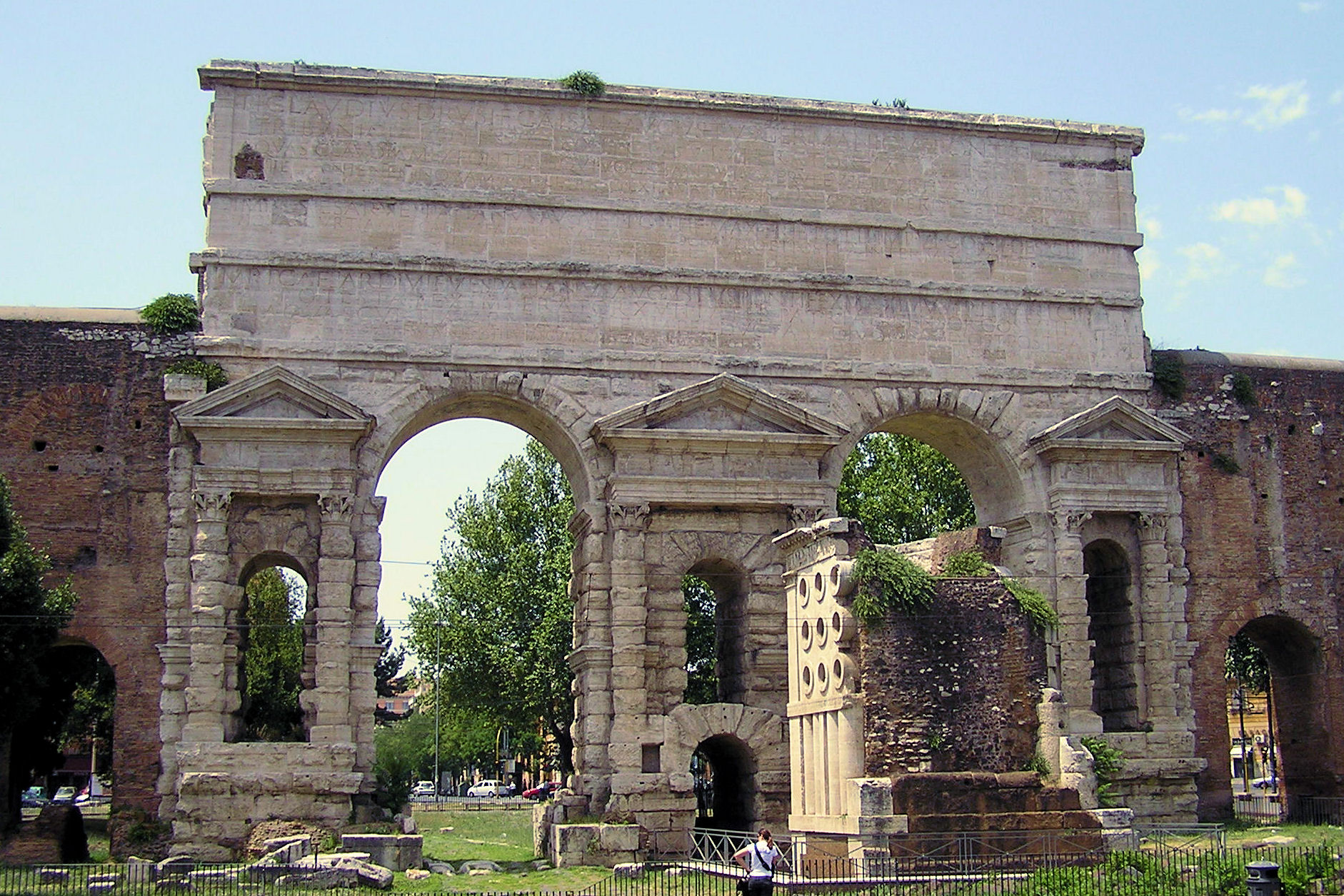
Porta Maggiore; al centro, il sepolcro del fornaio Eurisace

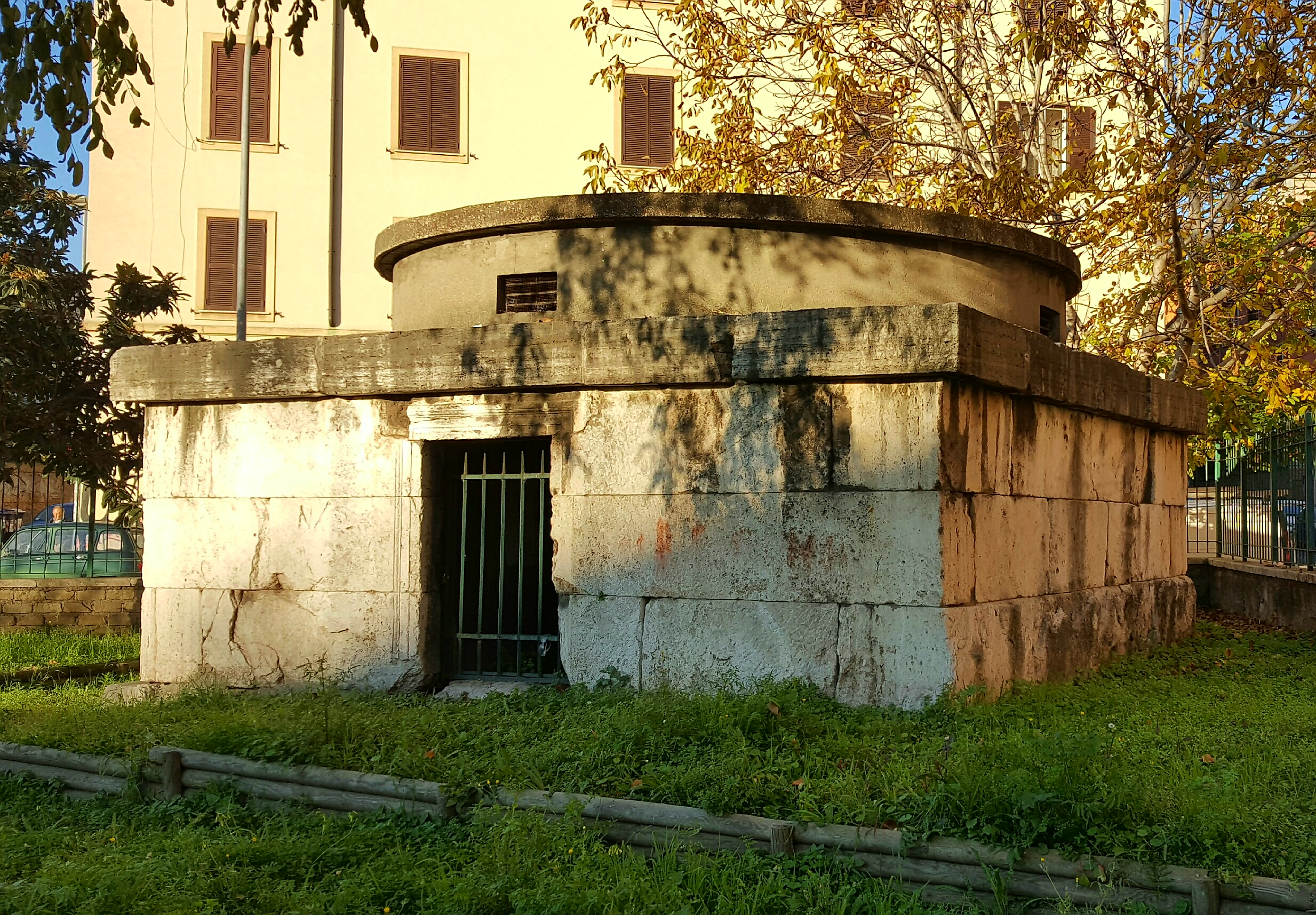
Sepolcro di largo Talamo

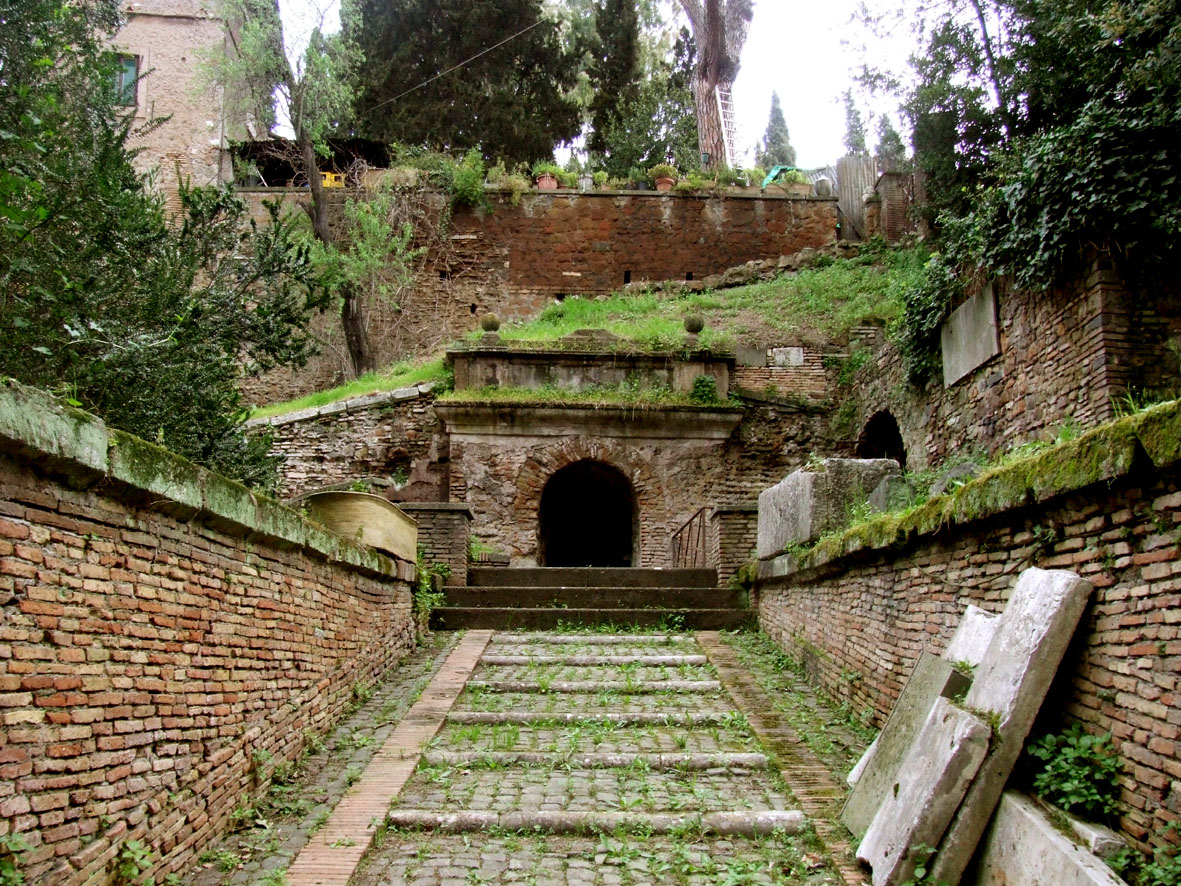
Ingresso del sepolcro degli Scipioni

I sepolcri, monumenti funerari a pianta quadrata contenenti le urne cinerarie (raramente le tumulazioni) e diffuse a Roma a partire dal I secolo a.C., possono essere suddivisi in due grandi tipologie: i sepolcri monumentali e i sepolcri a camera.
Alcuni tipi di sepolcri monumentali erano già diffusi in età repubblicana (sepolcro dei Festoni e monumento Dorico, databili tra II e I secolo a.C.), ma i preziosi sepolcri realizzati in marmo e travertino risalgono all'età tardo repubblicana-imperiale: il sepolcro di Eurisace e il sepolcro di Cornelia (I secolo a.C.), il sepolcro di Quinto Sulpicio Massimo (fine I secolo d.C.) e la cosiddetta Tomba di Nerone, sepolcro del prefetto Publio Vibio Mariano (fine II-inizio III secolo d.C.).
I sepolcri a camera, risalenti al periodo repubblicano, potevano essere singole stanze o diverse stanze tra loro adiacenti; quest'ultimo è il caso del sepolcro Gemino e dei sepolcri a camera di via Statilia, risalenti rispettivamente al I e al II secolo a.C.; sono una serie di sepolcri rinvenuti nel 1916 tra via Statilia e via di Santa Croce in Gerusalemme. Risalgono al I secolo a.C. il sepolcro di Gaio Publicio Bibulo, il sepolcro dei Sempronii, il sepolcro di Priscilla, il sepolcro di largo Talamo e il sepolcro di via Filarete.
Numerosi sono i gruppi di tombe sepolcrali sulla via Appia Antica e lungo le altre vie consolari, dal momento che anticamente era proibito seppellire o cremare i morti entro i confini del pomerium. Nella Roma papalina, diversi pontefici commissionarono la realizzazione di monumenti sepolcrali di elevata qualità artistica.

### Ipogei
I sepolcri a camera sotterranea vengono definiti ipogei; vennero utilizzati sia in epoca repubblica che in età imperiale. Tra i più antichi ipogei figura il sepolcro degli Scipioni sulla via Appia, la tomba sotterranea della nobile famiglia degli Scipioni, a partire da Lucio Cornelio Scipione Barbato, console nel 298 a.C.; su due sarcofagi sono stati rinvenuti i cosiddetti Scipionum elogia.
Appartengono ai secoli II e III l'ipogeo di Villa Glori, formato da tombe riadattate su grotte di epoca preistorica, la tomba dei cento scalini, contenente alcuni sarcofagi in marmo non levigato, e l'ipogeo degli Ottavi, sulla via Trionfale; è del IV secolo l'ipogeo di Vigna del Vecchio.
Per quanto concerne le catacombe cristiane, il termine ipogeo è usato comunemente per designare nuclei sepolcrali sotterranei di estensione limitata; talvolta erano proprio gli ipogei a dare il nome all'intero complesso catacombale, come nel caso dell'ipogeo di Vibia (che presenta sepolture promiscue), di via Dino Compagni, di via Paisiello, di Trebio Giusto, dei Flavi e dell'ipogeo degli Aureli, monumento funebre formato da due stanze di difficile interpretazione (probabilmente appartenente a una famiglia cristiana eretica).

### Colombari
I colombari (dal termine latino columbarium) sono una costruzione funeraria in grado di contenere le ceneri di migliaia di defunti. Già esistente nell'ultimo periodo repubblicano, si diffuse tra il I secolo a.C. e il I secolo d.C.; cadde in disuso con l'avvento del Cristianesimo.
A Roma esistono ancora diversi colombari: il colombario del sepolcro degli Scipioni, a pianta quadrangolare; il colombario di Pomponio Hylas, in via Latina; i tre colombari di Vigna Codini Savelli, in via Appia Antica, appartenuti ai liberti di Augusto e Tiberio.

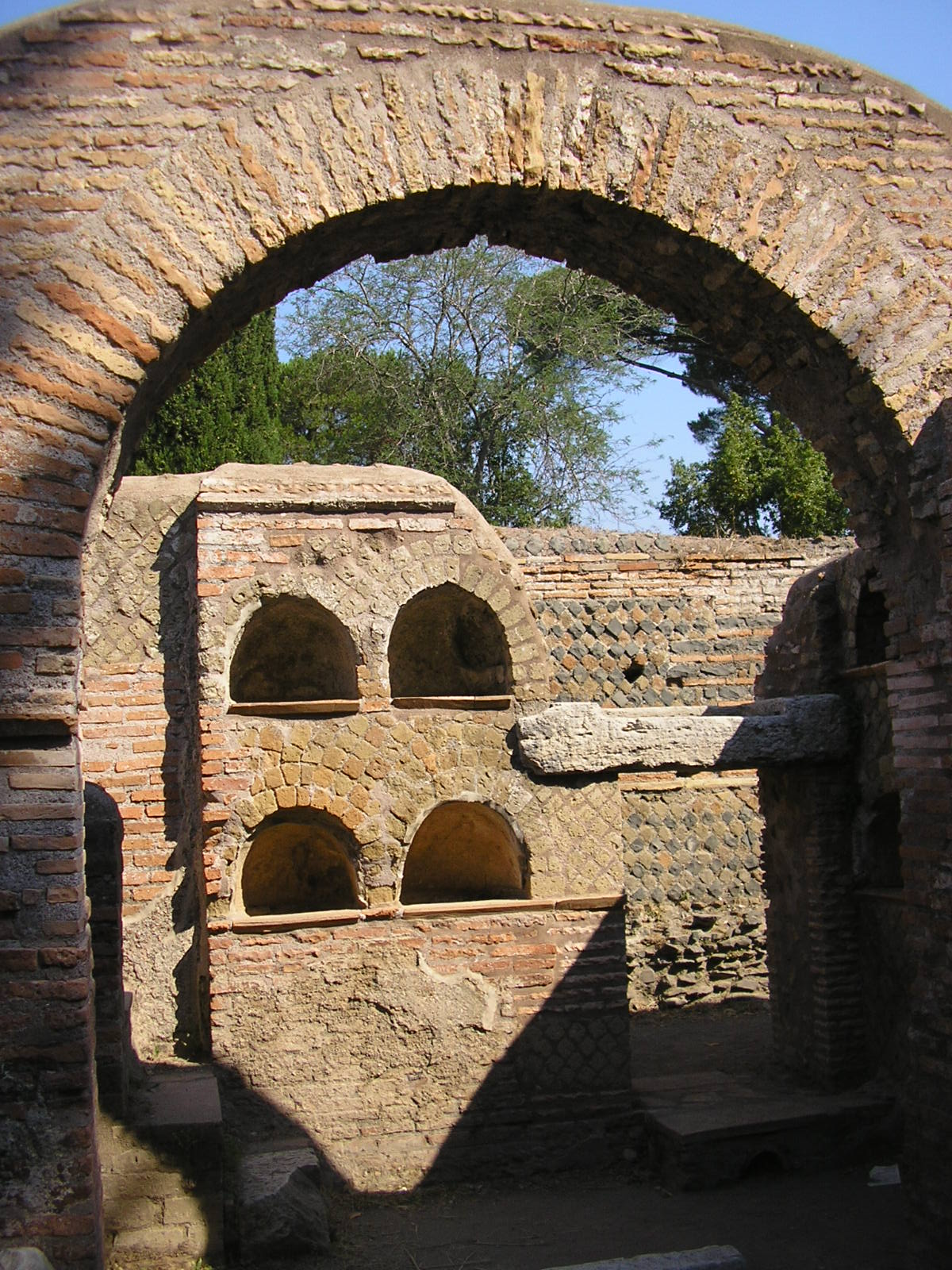
Necropoli di Ostia antica

Altri colombari sono situati in via Pescara, a largo Preneste, in via del Campo Barbarico (in prossimità di Tor Fiscale), in via Olevano Romano (sulla via Prenestina), al Parco della Caffarella (colombario di Costantino), all'interno del parco di Villa Wolkonsky (colombario di Tiberio Claudio Vitale), a Villa Doria Pamphilj (sulla via Aurelia) e in via Casilina (colombario dei servi e dei liberti degli Statilii). È stato completamente distrutto il colombario dei servi e dei liberti di Livia Augusta scoperto intatto sulla via Appia nel 1726.

### Necropoli
I pagani usavano chiamare i loro cimiteri con un termine derivante dal greco, necropoli (νεκρόπολις). Le più antiche sono state rinvenute all'interno del Foro Romano: nei pressi dell'arco di Augusto sono state trovate alcune tombe risalenti al X secolo a.C.; il nucleo superstite di questo sepolcreto arcaico, tuttavia, è stato scoperto all'inizio del Novecento presso il tempio di Antonino e Faustina.
Altre necropoli sono state allestite in corrispondenza di alcuni dei sette colli: vi sono, pertanto, le necropoli dell'Esquilino, del Celio, del Palatino e del Quirinale.
All'interno della Città del Vaticano sono presenti la necropoli vaticana, in cui coesistono tombe pagane e cristiane (tra cui la tomba di Pietro, su cui è stata edificata la basilica) e la necropoli di Santa Rosa, scoperta nel 2003, contenente tombe di età imperiale.
La tomba di san Paolo, invece, si trova verosimilmente all'interno del sepolcreto ostiense, una vasta necropoli sviluppatasi tra il I secolo a.C. e il IV secolo d.C. sulla via che conduce all'antica città di Ostia; in quest'ultima si trovano un paio di necropoli, una sulla via Ostiense, l'altra in prossimità di Porta Laurentina. Numerose sono anche le necropoli villanoviane dell'antica città etrusca di Veio.

### Cimiteri

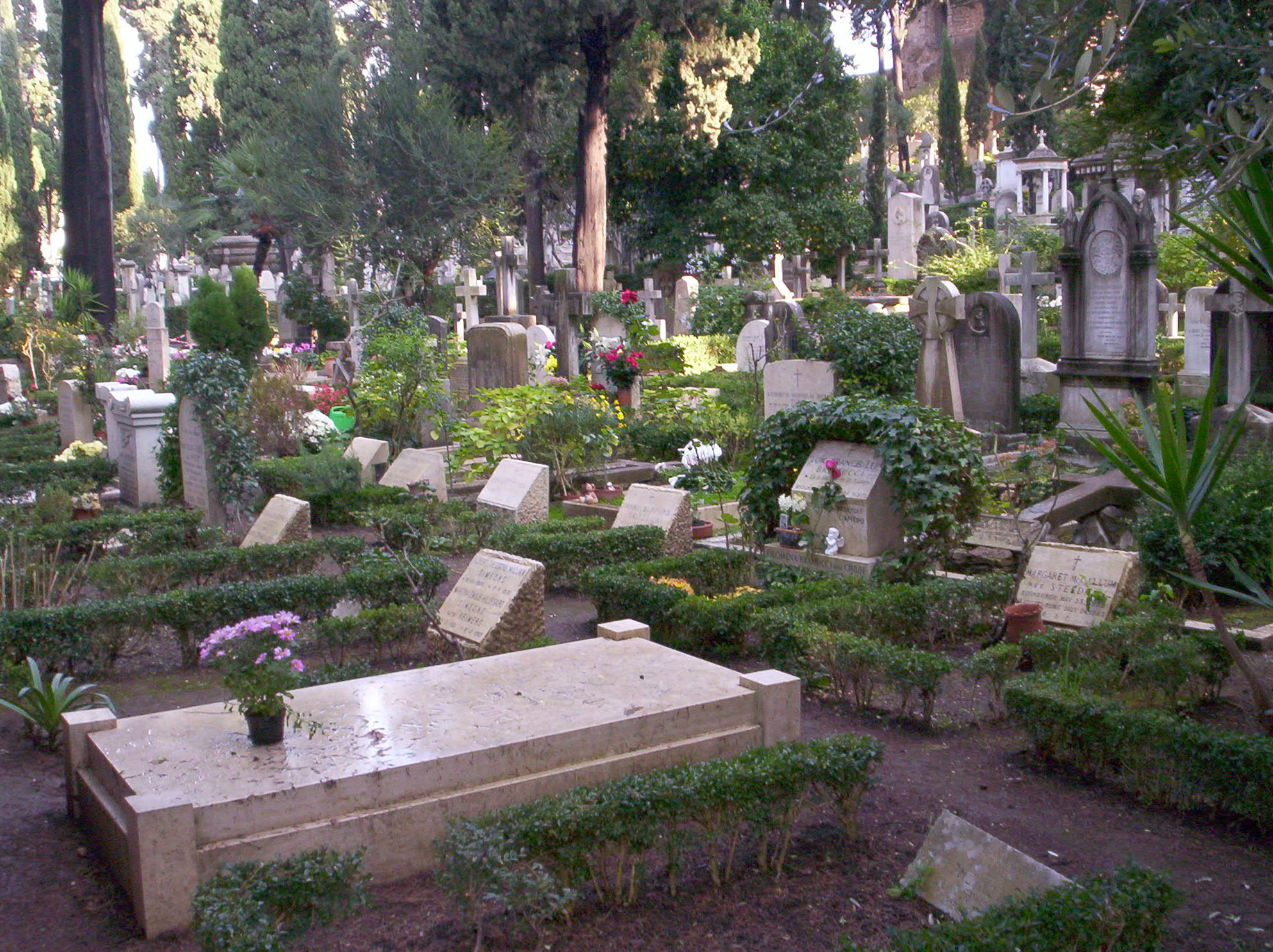
Veduta del cimitero acattolico di Roma

Degli 11 cimiteri romani, soltanto tre sono urbani: il cimitero del Verano, il cimitero Flaminio (o di Prima Porta) e il cimitero Laurentino. Il Cimitero Comunale Monumentale Campo Verano sorge a destra e dietro la basilica di San Lorenzo fuori le mura; fu adibito a camposanto dai primi anni del XIX secolo. L'ingresso monumentale fu ultimato nel 1880, anche se il regolare servizio d'inumazione era già iniziato il 1º luglio 1836.
Il monumentale cimitero Flaminio si estende lungo la via omonima: sviluppatosi parzialmente su un'antica villa romana, si tratta del più grande cimitero italiano e ospita al suo interno numerose personalità.
Il cimitero Laurentino, situato a Trigoria e realizzato negli anni novanta, ricopre un'area di 27 ettari: si tratta di un cimitero-parco, totalmente immerso nel verde, ideato come cimitero multietnico con aree a disposizione per le diversi fedi e confessioni religiose (ed anche per i non credenti).
I cimiteri suburbani di Roma sono quelli di Castel di Guido, di Cesano, di Isola Farnese, di Maccarese, di Ostia Antica, di Santa Maria del Carmine (cimitero di Parrocchietta), di San Vittorino e di Santa Maria di Galeria.
In prossimità di Monte Mario si trova il Cimitero Militare Francese, imposto dalla Francia al termine della seconda guerra mondiale per la sepoltura dei caduti francesi e nordafricani morti nella campagna d'Italia (1943-1945).
Presso Porta San Paolo, nella prima metà del Settecento, fu costruito il cimitero acattolico, istituito per la sepoltura degli stranieri praticanti una religione diversa dalla cattolica: vi sono sepolti John Keats, Percy Bysshe Shelley e, tra gli italiani, Antonio Gramsci.
All'interno della Città del Vaticano è sito il Camposanto Teutonico, il cimitero dei tedeschi che hanno abitato in Vaticano; l'insegna sulla cancellata in ferro posta all'ingresso riporta la frase latina TEUTONES IN PACE.